# Función nombre
En matemáticas, específicamente en la teoría de funciones elípticas, el nombre (o también nomo; nome en inglés) es una función especial que pertenece a la clase de las funciones no elementales. Es de gran importancia en la descripción de las funciones elípticas, especialmente en la caracterización de la identidad modular de la función theta de Jacobi, los trascendentes elípticos de Hermite y las funciones modulares de Weber, que se utilizan para resolver ecuaciones de grados superiores.

## Definición
La función nombre viene dada por
{\displaystyle q=\mathrm {e} ^{-{\pi K'/K}}=\mathrm {e} ^{{\rm {i}}\pi \omega _{2}/\omega _{1}}=\mathrm {e} ^{{\rm {i}}\pi \tau }\,}
donde {\displaystyle K} e {\displaystyle iK'} son las funciones cuartos de período; {\displaystyle \omega _{1}} y {\displaystyle \omega _{2}} son el par fundamental de períodos; y {\textstyle \tau ={\frac {iK'}{K}}={\frac {\omega _{2}}{\omega _{1}}}} es la razón de los semiperíodos. Se puede considerar que el nombre es una función de cualquiera de estas cantidades. Por el contrario, cualquiera de estas cantidades puede tomarse como función del nombre. Cada una de ellas determina de forma única a las demás cuando {\displaystyle 0<q<1}. Es decir, cuando {\displaystyle 0<q<1}, las asignaciones entre estos diversos símbolos son tanto 1 a 1 como continuas, por lo que pueden invertirse: los cuartos, los semiperíodos y la razón de los semiperíodos se pueden escribir explícitamente como funciones del nombre. Para {\displaystyle q\in \mathbb {C} } general con {\displaystyle 0<|q|<1}, {\displaystyle \tau } no es una función de un solo valor de {\displaystyle q}. En el artículo vinculado se dan expresiones explícitas para los cuartos de período en función del nombre.
En particular, los cuartos de período {\displaystyle K} y {\displaystyle iK'} generalmente se usan solo en el contexto de la función elíptica de Jacobi, mientras que los semiperíodos {\displaystyle \omega _{1}} y {\displaystyle \omega _{2}} generalmente se usan solo en el contexto de las funciones elípticas de Weierstraß. Algunos autores, en particular Apostol, utilizan {\displaystyle \omega _{1}} y {\displaystyle \omega _{2}} para indicar períodos completos en lugar de semiperíodos.
El nomo se utiliza frecuentemente como un valor con el que se pueden describir funciones elípticas y formas modulares. Por otro lado, también se puede ver como una función, dado que los cuartos de período son funciones del módulo elíptico {\displaystyle k}: {\displaystyle q(k)=\mathrm {e} ^{-\pi K'(k)/K(k)}}.
El nombre complementario {\displaystyle q_{1}} viene dado por
{\displaystyle q_{1}(k)=\mathrm {e} ^{-\pi K(k)/K'(k)}.\,}
A veces se utiliza la notación {\displaystyle q=\mathrm {e} ^{{2{\rm {i}}}\pi \tau }} para el cuadrado del nombre.
Las funciones mencionadas {\displaystyle K} y {\displaystyle K'} se denominan integrales elípticas completas de primera especie. Se definen de la siguiente manera:
{\displaystyle K(x)=\int _{0}^{\pi /2}{\frac {1}{\sqrt {1-x^{2}\sin(\varphi )^{2}}}}\,\mathrm {d} \varphi =\int _{0}^{1}{\frac {2}{\sqrt {(y^{2}+1)^{2}-4x^{2}y^{2}}}}\mathrm {d} y}
{\displaystyle K'(x)=K({\sqrt {1-x^{2}}})=\int _{0}^{\pi /2}{\frac {1}{\sqrt {1-(1-x^{2})\sin(\varphi )^{2}}}}\,\mathrm {d} \varphi }

## Aplicaciones
El nomo permite resolver la ecuación siguiente:
{\displaystyle |k|={\frac {\vartheta _{10}^{2}[0,q(k)]}{\vartheta _{00}^{2}[0,q(k)]}}\rightarrow q(k)=\mathrm {e} ^{-\pi K'(k)/K(k)}}
Esta analogía es válida para el módulo complementario pitagórico:
{\displaystyle k'={\sqrt {1-k^{2}}}={\frac {\vartheta _{01}^{2}[0,q(k)]}{\vartheta _{00}^{2}[0,q(k)]}}\rightarrow q(k)=\mathrm {e} ^{-\pi K'(k)/K(k)}}
donde {\displaystyle \vartheta _{10},\theta _{00}} son las funciones theta de Jacobi completas y {\displaystyle K(k)} es la integral elíptica completa de primera especie con el módulo {\displaystyle k} que se muestra en la fórmula anterior. Para las funciones theta completas, estas definiciones introducidas por Edmund Whittaker y George Neville Watson son válidas:
{\displaystyle \vartheta _{00}(v;w)=\prod _{n=1}^{\infty }(1-w^{2n})[1+2\cos(2v)w^{2n-1}+w^{4n-2}]}
{\displaystyle \vartheta _{01}(v;w)=\prod _{n=1}^{\infty }(1-w^{2n})[1-2\cos(2v)w^{2n-1}+w^{4n-2}]}
{\displaystyle \vartheta _{10}(v;w)=2w^{1/4}\cos(v)\prod _{n=1}^{\infty }(1-w^{2n})[1+2\cos(2v)w^{2n}+w^{4n}]}
Estas tres fórmulas de definición están escritas en la cuarta edición del libro Un curso de análisis moderno escrito por Whittaker y Watson (en las páginas 469 y 470). El nomo se usa comúnmente como punto de partida para la construcción de la serie de Lambert, los símbolos q-Pochhammer y, más en general, los q-análogos. Es decir, la relación de medio período {\displaystyle \tau } se usa comúnmente como coordenada en el semiplano superior complejo, habitualmente dotado de una métrica de Poincaré para obtener un modelo de semiplano de Poincaré. El nomo sirve entonces como coordenada en un disco perforado de radio unitario, que está perforado porque {\displaystyle q=0} no forma parte del disco (o mejor dicho, {\displaystyle q=0} corresponde a {\displaystyle \tau \to \infty }). Esto dota al disco perforado de la métrica de Poincaré.
El semiplano superior (y el disco de Poincaré, y también el disco perforado) pueden así revestirse con el dominio fundamental, que es la región de valores de la relación de semiperíodos {\displaystyle \tau } (o de {\displaystyle q}, o de {\displaystyle K} y {\displaystyle iK'}, etc.) que determinan de forma única un teselado del plano mediante paralelogramos. El teselado se conoce como una simetría modular dada por un grupo modular. Algunas funciones que son periódicas en el semiplano superior se denominan formas modulares; el nomo, los semiperíodos, los cuartos de período o la relación de semiperíodos proporcionan diferentes parametrizaciones para estas funciones periódicas.
La función modular prototípica es el j-invariante de Klein. Puede escribirse como una función de la relación de medio período τ o en función del nombre {\displaystyle q}. La expansión en serie en términos del nomo o el cuadrado del nomo (su q-expansión) está conectada al grupo mónstruo de Fisher-Griess a través del grupo monstruo moonshine.
La función de Euler surge como el prototipo de la serie q en general.
El nomo, como {\displaystyle q} de la serie q, surge entonces en la teoría de las álgebras afines de Lie, esencialmente porque estas álgebras describen las simetrías e isometrías de la superficie de Riemann.

## Dibujo de curvas
Cada valor real {\displaystyle x} del intervalo {\displaystyle [-1,1]} se asigna a un número real entre el cero y el uno (ambos inclusive) en la función nominal {\displaystyle q(x)}. La función del nombre elíptico posee simetría axial con respecto al eje de ordenadas. Así: {\displaystyle q(x)=q(-x)}. La curva funcional del nomo pasa por el origen de coordenadas con pendiente cero y curvatura con valor más un octavo. Para el intervalo de valor real {\displaystyle (-1,1)}, la función nominal {\displaystyle q(x)} está estrictamente curvada hacia la izquierda.

## Derivadas
La relación de Legendre se define de la manera siguiente:
{\displaystyle K\,E'+E\,K'-K\,K'={\tfrac {1}{2}}\pi }
Y como se describió anteriormente, la función elíptica nombre {\displaystyle q(x)} tiene esta definición original:
{\displaystyle q(x)=\exp \left[-\pi \,{\frac {K({\sqrt {1-x^{2}}})}{K(x)}}\right]}
Además, estas son las derivadas de las dos integrales elípticas completas:
{\displaystyle {\frac {\mathrm {d} }{\mathrm {d} x}}K(x)={\frac {1}{x(1-x^{2})}}{\bigl [}E(x)-(1-x^{2})K(x){\bigr ]}}
{\displaystyle {\frac {\mathrm {d} }{\mathrm {d} x}}E(x)=-{\frac {1}{x}}{\bigl [}K(x)-E(x){\bigr ]}}
Por tanto, la derivada de la función nomo tiene la siguiente expresión:
{\displaystyle {\frac {\mathrm {d} }{\mathrm {d} x}}\,q(x)={\frac {\pi ^{2}}{2x(1-x^{2})K(x)^{2}}}\,q(x)}
La segunda derivada se puede expresar de esta manera:
{\displaystyle {\frac {\mathrm {d} ^{2}}{\mathrm {d} x^{2}}}\,q(x)={\frac {\pi ^{4}+2\pi ^{2}(1+x^{2})K(x)^{2}-4\pi ^{2}K(x)E(x)}{4x^{2}(1-x^{2})^{2}K(x)^{4}}}\,q(x)}
Y la tercera derivada tiene la forma:
{\displaystyle {\frac {\mathrm {d} ^{3}}{\mathrm {d} x^{3}}}\,q(x)={\frac {\pi ^{6}+6\pi ^{4}(1+x^{2})K(x)^{2}-12\pi ^{4}K(x)E(x)+8\pi ^{2}(1+x^{2})^{2}K(x)^{4}-24\pi ^{2}(1+x^{2})K(x)^{3}E(x)+24\pi ^{2}K(x)^{2}E(x)^{2}}{8x^{3}(1-x^{2})^{3}K(x)^{6}}}\,q(x)}
La integral elíptica completa de segunda especie se define de la siguiente manera:
{\displaystyle E(x)=\int _{0}^{\pi /2}{\sqrt {1-x^{2}\sin(\varphi )^{2}}}\,\mathrm {d} \varphi =2\int _{0}^{1}{\frac {\sqrt {(y^{2}+1)^{2}-4x^{2}y^{2}}}{(y^{2}+1)^{2}}}\,\mathrm {d} y}
De las siguientes ecuaciones, eliminando la integral elíptica completa de segunda especie, se deduce lo siguiente:
{\displaystyle 3{\biggl [}{\frac {\mathrm {d} ^{2}}{\mathrm {d} x^{2}}}q(x){\biggr ]}^{2}-2{\biggl [}{\frac {\mathrm {d} }{\mathrm {d} x}}q(x){\biggr ]}{\biggl [}{\frac {\mathrm {d} ^{3}}{\mathrm {d} x^{3}}}q(x){\biggr ]}={\frac {\pi ^{8}-4\pi ^{4}(1+x^{2})^{2}K(x)^{4}}{16x^{4}(1-x^{2})^{4}K(x)^{8}}}q(x)^{2}}
Por lo tanto, la siguiente ecuación diferencial cuartica de tercer orden es válida:
{\displaystyle x^{2}(1-x^{2})^{2}[2q(x)^{2}q'(x)q'''(x)-3q(x)^{2}q''(x)^{2}+q'(x)^{4}]=(1+x^{2})^{2}q(x)^{2}q'(x)^{2}}

## Serie de MacLaurin y secuencias enteras

### Serie de Kneser
Se da la derivada del nomo elíptico mencionado anteriormente:
{\displaystyle {\frac {\mathrm {d} }{\mathrm {d} x}}\,q(x)={\frac {\pi ^{2}}{2x(1-x^{2})K(x)^{2}}}\,q(x)}
El factor externo con la integral K en el denominador que se muestra en esta ecuación es la derivada de la razón del período elíptico. La relación del período elíptico es el cociente de la integral K del módulo complementario pitagórico dividida por la integral K del módulo mismo. Y la secuencia de números enteros en la serie de MacLaurin de esa relación de período elíptico conduce directamente a la sucesión de números enteros de la serie del nomo elíptico.
El matemático alemán Adolf Kneser investigó la secuencia entera de la relación del período elíptico en su trabajo Neue Untersuchung einer Reihe aus der Theorie der elliptischen Funktionen, y demostró que la función generadora de esta sucesión es una función elíptica. También otro matemático, Robert Fricke, analizó esta secuencia de números enteros en su ensayo Die elliptischen Funktionen und ihre Anwendungen y describió los métodos de cálculo precisos utilizando la mencionada sucesión. La serie entera de Kneser Kn(n) se puede construir de esta manera:
| {\displaystyle {\text{Kn}}(2n)=2^{4n-3}{\binom {4n}{2n}}+\sum _{m=1}^{n}4^{2n-2m}{\binom {4n}{2n-2m}}{\text{Kn}}(m)}             |
| {\displaystyle {\text{Kn}}(2n+1)=2^{4n-1}{\binom {4n+2}{2n+1}}+\sum _{m=1}^{n}4^{2n-2m+1}{\binom {4n+2}{2n-2m+1}}{\text{Kn}}(m)} |
Ejemplos calculados:
| {\displaystyle {\text{Kn}}(2)=2\times 6+1\times {\color {cornflowerblue}1}={\color {cornflowerblue}13}}                                                                                                |
| {\displaystyle {\text{Kn}}(3)=8\times 20+24\times {\color {cornflowerblue}1}={\color {cornflowerblue}184}}                                                                                             |
| {\displaystyle {\text{Kn}}(4)=32\times 70+448\times {\color {cornflowerblue}1}+1\times {\color {cornflowerblue}13}={\color {cornflowerblue}2701}}                                                      |
| {\displaystyle {\text{Kn}}(5)=128\times 252+7680\times {\color {cornflowerblue}1}+40\times {\color {cornflowerblue}13}={\color {cornflowerblue}40456}}                                                 |
| {\displaystyle {\text{Kn}}(6)=512\times 924+126720\times {\color {cornflowerblue}1}+1056\times {\color {cornflowerblue}13}+1\times {\color {cornflowerblue}184}={\color {cornflowerblue}613720}}       |
| {\displaystyle {\text{Kn}}(7)=2048\times 3432+2050048\times {\color {cornflowerblue}1}+23296\times {\color {cornflowerblue}13}+56\times {\color {cornflowerblue}184}={\color {cornflowerblue}9391936}} |
La serie de Kneser aparece en la serie de Taylor de la relación del período (relación del semiperíodo):
{\displaystyle {\frac {1}{4}}\ln {\bigl (}{\frac {16}{x^{2}}}{\bigr )}-{\frac {\pi \,K'(x)}{4\,K(x)}}=\sum _{n=1}^{\infty }{\frac {{\text{Kn}}(n)}{2^{4n-1}n}}\,x^{2n}}
{\displaystyle {\color {limegreen}{\frac {1}{4}}\ln {\bigl (}{\frac {16}{x^{2}}}{\bigr )}-{\frac {\pi \,K'(x)}{4\,K(x)}}={\frac {\color {cornflowerblue}1}{8}}x^{2}+{\frac {\color {cornflowerblue}13}{256}}x^{4}+{\frac {\color {cornflowerblue}184}{6144}}x^{6}+{\frac {\color {cornflowerblue}2701}{131072}}x^{8}+{\frac {\color {cornflowerblue}40456}{2621440}}x^{10}+\ldots }}
La derivada en {\displaystyle x} de la ecuación anterior conduce a esta otra ecuación, que muestra la función generatriz de la serie numérica de Kneser:
{\displaystyle {\frac {\pi ^{2}}{8x(1-x^{2})K(x)^{2}}}-{\frac {1}{2x}}=\sum _{n=1}^{\infty }{\frac {{\text{Kn}}(n)}{2^{4n-2}}}x^{2n-1}}
{\displaystyle {\color {limegreen}{\frac {\pi ^{2}}{8x(1-x^{2})K(x)^{2}}}-{\frac {1}{2x}}={\frac {\color {cornflowerblue}1}{4}}x+{\frac {\color {cornflowerblue}13}{64}}x^{3}+{\frac {\color {cornflowerblue}184}{1024}}x^{5}+{\frac {\color {cornflowerblue}2701}{16384}}x^{7}+{\frac {\color {cornflowerblue}40456}{262144}}x^{9}+\ldots }}
Este resultado se obtiene gracias a que aparece en el numerador la relación de Legendre: {\displaystyle K\,E'+E\,K'-K\,K'={\tfrac {1}{2}}\pi }.

### Serie de Schellbach-Schwarz
El matemático Karl Heinrich Schellbach descubrió la serie de números enteros que aparece en la serie de MacLaurin de la raíz cuarta de la función cociente nomo elíptico dividida por la función cuadrado. Este científico construyó en detalle la secuencia (sucesión A002103 en OEIS) en su obra Die Lehre von den elliptischen Integralen und den Thetafunktionen. Especialmente en la página 60 de esta obra se anota una ruta de síntesis de la mencionada secuencia. También el matemático alemán de Silesia Hermann Schwarz escribió en su obra Formeln und Lehrsätze zum Gebrauche der elliptischen Funktionen (en el capítulo Berechnung der Grösse k, en las páginas 54 a 56) que los números enteros se secuencian hacia abajo. Esta secuencia numérica de Schellbach-Schwarz Sc(n) (OEIS: A002103) también fue analizada por los matemáticos Karl Weierstraß y Louis Melville Milne-Thomson en el siglo XX. El matemático Adolf Kneser determinó un método de síntesis para esta secuencia basándose en el siguiente patrón:
{\displaystyle {\text{Sc}}(n+1)={\frac {2}{n}}\sum _{m=1}^{n}{\text{Sc}}(m)\,{\text{Kn}}(n+1-m)}
La secuencia de Schellbach-Schwarz {\displaystyle {\text{Sc}}(n)} aparece en la enciclopedia en línea de secuencias numéricas (OEIS) con el número A002103, y la secuencia de Kneser {\displaystyle {\text{Kn}}(n)} aparece con el número A227503.
La siguiente tabla contiene los números de Kneser y los números de Schellbach-Schwarz:
| Índice n | Kn(n) (A227503) | Sc(n) (A002103) |
| -------- | --------------- | --------------- |
| 1        | 1               | 1               |
| 2        | 13              | 2               |
| 3        | 184             | 15              |
| 4        | 2701            | 150             |
| 5        | 40456           | 1707            |
| 6        | 613720          | 20910           |
| 7        | 9391936         | 268616          |
| 8        | 144644749       | 3567400         |

Y la secuencia anterior crea la serie de MacLaurin del nomo elíptico exactamente de esta manera:
{\displaystyle q(x)=\sum _{n=1}^{\infty }{\frac {{\text{Sc}}(n)}{2^{4n-3}}}{\biggl (}{\frac {1-{\sqrt[{4}]{1-x^{2}}}}{1+{\sqrt[{4}]{1-x^{2}}}}}{\biggr )}^{4n-3}=x^{2}{\biggl \{}{\frac {1}{2}}+{\biggl [}\sum _{n=1}^{\infty }{\frac {{\text{Sc}}(n+1)}{2^{4n+1}}}x^{2n}{\biggr ]}{\biggr \}}^{4}}
{\displaystyle q(x)=x^{2}{\bigl (}{\color {limegreen}{\frac {\color {navy}1}{2}}+{\frac {\color {navy}2}{32}}x^{2}+{\frac {\color {navy}15}{512}}x^{4}+{\frac {\color {navy}150}{8192}}x^{6}+{\frac {\color {navy}1707}{131072}}x^{8}+\ldots }{\bigr )}^{4}}
A continuación se muestra a modo de ejemplo cómo se construyen sucesivamente los números de Schellbach-Schwarz. Para ello se utilizan los ejemplos con los números Sc(4) = 150, Sc(5) = 1707 y Sc(6) = 20910:
{\displaystyle \mathrm {Sc} (4)={\frac {2}{3}}\sum _{m=1}^{3}\mathrm {Sc} (m)\,\mathrm {Kn} (4-m)={\frac {2}{3}}{\bigl [}{\color {navy}\mathrm {Sc} (1)}\,{\color {cornflowerblue}\mathrm {Kn} (3)}+{\color {navy}\mathrm {Sc} (2)}\,{\color {cornflowerblue}\mathrm {Kn} (2)}+{\color {navy}\mathrm {Sc} (3)}\,{\color {cornflowerblue}\mathrm {Kn} (1)}{\bigr ]}}
{\displaystyle {\color {navy}\mathrm {Sc} (4)}={\frac {2}{3}}{\bigl (}{\color {navy}1}\times {\color {cornflowerblue}184}+{\color {navy}2}\times {\color {cornflowerblue}13}+{\color {navy}15}\times {\color {cornflowerblue}1}{\bigr )}={\color {navy}150}}
{\displaystyle \mathrm {Sc} (5)={\frac {2}{4}}\sum _{m=1}^{4}\mathrm {Sc} (m)\,\mathrm {Kn} (5-m)={\frac {2}{4}}{\bigl [}{\color {navy}\mathrm {Sc} (1)}\,{\color {cornflowerblue}\mathrm {Kn} (4)}+{\color {navy}\mathrm {Sc} (2)}\,{\color {cornflowerblue}\mathrm {Kn} (3)}+{\color {navy}\mathrm {Sc} (3)}\,{\color {cornflowerblue}\mathrm {Kn} (2)}+{\color {navy}\mathrm {Sc} (4)}\,{\color {cornflowerblue}\mathrm {Kn} (1)}{\bigr ]}}
{\displaystyle {\color {navy}\mathrm {Sc} (5)}={\frac {2}{4}}{\bigl (}{\color {navy}1}\times {\color {cornflowerblue}2701}+{\color {navy}2}\times {\color {cornflowerblue}184}+{\color {navy}15}\times {\color {cornflowerblue}13}+{\color {navy}150}\times {\color {cornflowerblue}1}{\bigr )}={\color {navy}1707}}
{\displaystyle \mathrm {Sc} (6)={\frac {2}{5}}\sum _{m=1}^{5}\mathrm {Sc} (m)\,\mathrm {Kn} (6-m)={\frac {2}{5}}{\bigl [}{\color {navy}\mathrm {Sc} (1)}\,{\color {cornflowerblue}\mathrm {Kn} (5)}+{\color {navy}\mathrm {Sc} (2)}\,{\color {cornflowerblue}\mathrm {Kn} (4)}+{\color {navy}\mathrm {Sc} (3)}\,{\color {cornflowerblue}\mathrm {Kn} (3)}+{\color {navy}\mathrm {Sc} (4)}\,{\color {cornflowerblue}\mathrm {Kn} (2)}+{\color {navy}\mathrm {Sc} (5)}\,{\color {cornflowerblue}\mathrm {Kn} (1)}{\bigr ]}}
{\displaystyle {\color {navy}\mathrm {Sc} (6)}={\frac {2}{5}}{\bigl (}{\color {navy}1}\times {\color {cornflowerblue}40456}+{\color {navy}2}\times {\color {cornflowerblue}2701}+{\color {navy}15}\times {\color {cornflowerblue}184}+{\color {navy}150}\times {\color {cornflowerblue}13}+{\color {navy}1707}\times {\color {cornflowerblue}1}{\bigr )}={\color {navy}20910}}

### Serie de Kotěšovec
La serie de Taylor de la función nombre {\displaystyle q(x)} tiene exponentes pares y coeficientes positivos en todas las posiciones:
{\displaystyle q(x)=\sum _{n=1}^{\infty }{\frac {\operatorname {Kt} (n)}{16^{n}}}\,x^{2n}}
Y la suma con los mismos valores absolutos de los coeficientes pero con signos alternos genera esta función:
{\displaystyle q{\bigl [}x(x^{2}+1)^{-1/2}{\bigr ]}=\sum _{n=1}^{\infty }{\frac {(-1)^{n+1}\operatorname {Kt} (n)}{16^{n}}}\,x^{2n}}
El radio de convergencia de esta serie de Maclaurin es 1. Aquí {\displaystyle \operatorname {Kt} (n)} (OEIS A005797) es una secuencia de números exclusivamente naturales {\displaystyle \operatorname {Kt} (n)\in \mathbb {N} } para todos los números naturales {\displaystyle n\in \mathbb {N} }, y la correspondiente secuencia de números enteros no es elemental. La mencionada secuencia de números {\displaystyle \operatorname {Kt} (n)} fue investigada por el matemático checo (y aficionado a la variante del ajedrez conocida como "ajedrez mágico") Václav Kotěšovec, nacido en 1956. En la siguiente sección se mostrarán dos formas de construir esta secuencia de números enteros.

### Método de construcción con números de Kneser
Los números de Kotěšovec se generan de la misma manera que se construyen los números de Schellbach-Schwarz:
La única diferencia consiste en el hecho de que esta vez el factor antes de la suma en esta fórmula análoga correspondiente ya no es {\displaystyle {\frac {2}{n}}}, sino {\displaystyle {\frac {8}{n}}} en su lugar:
{\displaystyle {\text{Kt}}(n+1)={\frac {8}{n}}\sum _{m=1}^{n}{\text{Kt}}(m)\,{\text{Kn}}(n+1-m)}
La siguiente tabla contiene los números de Schellbach-Schwarz, los números de Kneser y los números de Apéry:
| Índice n | Kn(n) (A227503) | Kt(n) (A005797) |
| -------- | --------------- | --------------- |
| 1        | 1               | 1               |
| 2        | 13              | 8               |
| 3        | 184             | 84              |
| 4        | 2701            | 992             |
| 5        | 40456           | 12514           |
| 6        | 613720          | 164688          |
| 7        | 9391936         | 2232200         |
| 8        | 144644749       | 30920128        |

A continuación se muestra a modo de ejemplo cómo se construyen sucesivamente los números de Schellbach-Schwarz. Para ello, se utilizan los ejemplos con los números Kt(4) = 992, Kt(5) = 12514 y Kt(6) = 164688:
{\displaystyle \mathrm {Kt} (4)={\frac {8}{3}}\sum _{m=1}^{3}\mathrm {Kt} (m)\,\mathrm {Kn} (4-m)={\frac {8}{3}}{\bigl [}{\color {ForestGreen}\mathrm {Kt} (1)}\,{\color {cornflowerblue}\mathrm {Kn} (3)}+{\color {ForestGreen}\mathrm {Kt} (2)}\,{\color {cornflowerblue}\mathrm {Kn} (2)}+{\color {ForestGreen}\mathrm {Kt} (3)}\,{\color {cornflowerblue}\mathrm {Kn} (1)}{\bigr ]}}
{\displaystyle {\color {ForestGreen}\mathrm {Kt} (4)}={\frac {8}{3}}{\bigl (}{\color {ForestGreen}1}\times {\color {cornflowerblue}184}+{\color {ForestGreen}8}\times {\color {cornflowerblue}13}+{\color {ForestGreen}84}\times {\color {cornflowerblue}1}{\bigr )}={\color {ForestGreen}992}}
{\displaystyle \mathrm {Kt} (5)={\frac {8}{4}}\sum _{m=1}^{4}\mathrm {Kt} (m)\,\mathrm {Kn} (5-m)={\frac {8}{4}}{\bigl [}{\color {ForestGreen}\mathrm {Kt} (1)}\,{\color {cornflowerblue}\mathrm {Kn} (4)}+{\color {ForestGreen}\mathrm {Kt} (2)}\,{\color {cornflowerblue}\mathrm {Kn} (3)}+{\color {ForestGreen}\mathrm {Kt} (3)}\,{\color {cornflowerblue}\mathrm {Kn} (2)}+{\color {ForestGreen}\mathrm {Kt} (4)}\,{\color {cornflowerblue}\mathrm {Kn} (1)}{\bigr ]}}
{\displaystyle {\color {ForestGreen}\mathrm {Kt} (5)}={\frac {8}{4}}{\bigl (}{\color {ForestGreen}1}\times {\color {cornflowerblue}2701}+{\color {ForestGreen}8}\times {\color {cornflowerblue}184}+{\color {ForestGreen}84}\times {\color {cornflowerblue}13}+{\color {ForestGreen}992}\times {\color {cornflowerblue}1}{\bigr )}={\color {ForestGreen}12514}}
{\displaystyle \mathrm {Kt} (6)={\frac {8}{5}}\sum _{m=1}^{5}\mathrm {Kt} (m)\,\mathrm {Kn} (6-m)={\frac {8}{5}}{\bigl [}{\color {ForestGreen}\mathrm {Kt} (1)}\,{\color {cornflowerblue}\mathrm {Kn} (5)}+{\color {ForestGreen}\mathrm {Kt} (2)}\,{\color {cornflowerblue}\mathrm {Kn} (4)}+{\color {ForestGreen}\mathrm {Kt} (3)}\,{\color {cornflowerblue}\mathrm {Kn} (3)}+{\color {ForestGreen}\mathrm {Kt} (4)}\,{\color {cornflowerblue}\mathrm {Kn} (2)}+{\color {ForestGreen}\mathrm {Kt} (5)}\,{\color {cornflowerblue}\mathrm {Kn} (1)}{\bigr ]}}
{\displaystyle {\color {ForestGreen}\mathrm {Kt} (6)}={\frac {8}{5}}{\bigl (}{\color {ForestGreen}1}\times {\color {cornflowerblue}40456}+{\color {ForestGreen}8}\times {\color {cornflowerblue}2701}+{\color {ForestGreen}84}\times {\color {cornflowerblue}184}+{\color {ForestGreen}992}\times {\color {cornflowerblue}13}+{\color {ForestGreen}12514}\times {\color {cornflowerblue}1}{\bigr )}={\color {ForestGreen}164688}}
Así se puede generar la serie de MacLaurin del nombre elíptico directo:
{\displaystyle q(x)=\sum _{n=1}^{\infty }{\frac {{\text{Kt}}(n)}{16^{n}}}\,x^{2n}}
{\displaystyle q(x)={\color {limegreen}{\frac {\color {ForestGreen}1}{16}}x^{2}+{\frac {\color {ForestGreen}8}{256}}x^{4}+{\frac {\color {ForestGreen}84}{4096}}x^{6}+{\frac {\color {ForestGreen}992}{65536}}x^{8}+{\frac {\color {ForestGreen}12514}{1048576}}x^{10}+\ldots }}

### Método de construcción con números de Apéry
Al agregar otra sucesión de números enteros {\displaystyle \operatorname {Ap} (n)} que denota una sucesión de Apéry especialmente modificada (OEIS A036917), se puede generar la serie de los números de Kotěšovec {\displaystyle \operatorname {Kt} (n)}. El valor inicial de la secuencia {\displaystyle \operatorname {Kt} (n)} es el valor {\displaystyle \operatorname {Kt} (1)=1} y los siguientes valores de esta secuencia se generan con esas dos fórmulas que son válidas para todos los números {\displaystyle n\in \mathbb {N} }:
{\displaystyle \operatorname {Kt} (n+1)={\frac {1}{n}}\sum _{m=1}^{n}m\operatorname {Kt} (m)[16\operatorname {Ap} (n+1-m)-\operatorname {Ap} (n+2-m)]}
{\displaystyle \operatorname {Ap} (n)=\sum _{a=0}^{n-1}{\binom {2a}{a}}^{2}{\binom {2n-2-2a}{n-1-a}}^{2}}
Esta fórmula también crea la secuencia de Kotěšovec, pero solo crea los números de la sucesión de índices pares:
{\displaystyle \operatorname {Kt} (2n)={\frac {1}{2}}\sum _{m=1}^{2n-1}(-1)^{2n-m+1}16^{2n-m}{\binom {2n-1}{m-1}}\operatorname {Kt} (m)}
Los matemáticos Sun Zhi-Hong y Reinhard Zumkeller investigaron especialmente la secuencia de Apéry {\displaystyle \operatorname {Ap} (n)}, que permite generar el cuadrado de la integral elíptica completa de primera especie:
{\displaystyle 4\pi ^{-2}K(x)^{2}=1+\sum _{n=1}^{\infty }{\frac {\operatorname {Ap} (n+1)x^{2n}}{16^{n}}}}
Los primeros valores numéricos de los coeficientes binomiales centrales y las dos secuencias numéricas descritas se enumeran en la siguiente tabla:
| Índice n | Cuadrado del coeficiente binomial central {\displaystyle {\frac {[(2n-2)!]^{2}}{[(n-1)!]^{4}}}} | Número de la sucesión Ap(n) | Número de la sucesión Kt(n) |
| -------- | ----------------------------------------------------------------------------------------------- | --------------------------- | --------------------------- |
| 1        | 1                                                                                               | 1                           | 1                           |
| 2        | 4                                                                                               | 8                           | 8                           |
| 3        | 36                                                                                              | 88                          | 84                          |
| 4        | 400                                                                                             | 1088                        | 992                         |
| 5        | 4900                                                                                            | 14296                       | 12514                       |
| 6        | 63504                                                                                           | 195008                      | 164688                      |
| 7        | 853776                                                                                          | 2728384                     | 2232200                     |
| 8        | 11778624                                                                                        | 38879744                    | 30920128                    |
| 9        | 165636900                                                                                       | 561787864                   | 435506703                   |
| 10       | 2363904400                                                                                      | 8206324928                  | 6215660600                  |
| 11       | 34134779536                                                                                     | 120929313088                | 89668182220                 |
| 12       | 497634306624                                                                                    | 1794924383744               | 1305109502496               |
| 13       | 7312459672336                                                                                   | 26802975999424              | 19138260194422              |
| 14       | 108172480360000                                                                                 | 402298219288064             | 282441672732656             |
| 15       | 1609341595560000                                                                                | 6064992788397568            | 4191287776164504            |
| 16       | 24061445010950400                                                                               | 91786654611673088           | 62496081197436736           |
| 17       | 361297635242552100                                                                              | 1393772628452578264         | 935823746406530603          |

Václav Kotěšovec obtuvo la secuencia numérica {\displaystyle \operatorname {Kt} (n)} que figura en la Online Encyclopedia of Integer Sequences hasta el número setecientos.
Aquí se calcula un ejemplo, el término número 6 de la sucesión de Kotěšovec:
| {\displaystyle {\color {blue}1}\times {\color {blue}63504}+{\color {blue}4}\times {\color {blue}4900}+{\color {blue}36}\times {\color {blue}400}+{\color {blue}400}\times {\color {blue}36}+{\color {blue}4900}\times {\color {blue}4}+{\color {blue}63504}\times {\color {blue}1}={\color {RoyalBlue}195008}} {\displaystyle {\tfrac {1}{5}}\times {\color {ForestGreen}1}\times (16\times {\color {RoyalBlue}14296}-{\color {RoyalBlue}195008})+{\tfrac {2}{5}}\times {\color {ForestGreen}8}\times (16\times {\color {RoyalBlue}1088}-{\color {RoyalBlue}14296})+{\tfrac {3}{5}}\times {\color {ForestGreen}84}\times (16\times {\color {RoyalBlue}88}-{\color {RoyalBlue}1088})+{}} {\displaystyle {}+{\tfrac {4}{5}}\times {\color {ForestGreen}992}\times (16\times {\color {RoyalBlue}8}-{\color {RoyalBlue}88})+{\tfrac {5}{5}}\times {\color {ForestGreen}12514}\times (16\times {\color {RoyalBlue}1}-{\color {RoyalBlue}8})={\color {ForestGreen}164688}} |

## Valores de funciones
Las dos listas siguientes contienen muchos valores de la función nomo:
La primera lista muestra pares de valores con módulos mutuamente complementarios pitagóricos:
{\displaystyle q({\tfrac {1}{2}}{\sqrt {2}})=\exp(-\pi )}
{\displaystyle q[{\tfrac {1}{4}}({\sqrt {6}}-{\sqrt {2}})]=\exp(-{\sqrt {3}}\,\pi )}
{\displaystyle q[{\tfrac {1}{4}}({\sqrt {6}}+{\sqrt {2}})]=\exp(-{\tfrac {1}{3}}{\sqrt {3}}\,\pi )}
{\displaystyle q{\bigl \{}\sin {\bigl [}{\tfrac {1}{2}}\arcsin({\sqrt {5}}-2){\bigr ]}{\bigr \}}=\exp(-{\sqrt {5}}\,\pi )}
{\displaystyle q{\bigl \{}\cos {\bigl [}{\tfrac {1}{2}}\arcsin({\sqrt {5}}-2){\bigr ]}{\bigr \}}=\exp(-{\tfrac {1}{5}}{\sqrt {5}}\,\pi )}
{\displaystyle q[{\tfrac {1}{8}}(3{\sqrt {2}}-{\sqrt {14}})]=\exp(-{\sqrt {7}}\,\pi )}
{\displaystyle q[{\tfrac {1}{8}}(3{\sqrt {2}}+{\sqrt {14}})]=\exp(-{\tfrac {1}{7}}{\sqrt {7}}\,\pi )}
{\displaystyle q[{\tfrac {1}{2}}({\sqrt {3}}-1)({\sqrt {2}}-{\sqrt[{4}]{3}})]=\exp(-3\pi )}
{\displaystyle q[{\tfrac {1}{2}}({\sqrt {3}}-1)({\sqrt {2}}+{\sqrt[{4}]{3}})]=\exp(-{\tfrac {1}{3}}\pi )}
{\displaystyle q{\bigl [}{\tfrac {1}{16}}{\bigl (}{\sqrt {22}}+3{\sqrt {2}}{\bigr )}{\bigl (}{\tfrac {1}{3}}{\sqrt[{3}]{6{\sqrt {3}}+2{\sqrt {11}}}}-{\tfrac {1}{3}}{\sqrt[{3}]{6{\sqrt {3}}-2{\sqrt {11}}}}+{\tfrac {1}{3}}{\sqrt {11}}-1{\bigr )}^{4}{\bigr ]}=\exp(-{\sqrt {11}}\,\pi )}
{\displaystyle q{\bigl [}{\tfrac {1}{16}}{\bigl (}{\sqrt {22}}-3{\sqrt {2}}{\bigr )}{\bigl (}{\tfrac {1}{3}}{\sqrt[{3}]{6{\sqrt {3}}+2{\sqrt {11}}}}-{\tfrac {1}{3}}{\sqrt[{3}]{6{\sqrt {3}}-2{\sqrt {11}}}}+{\tfrac {1}{3}}{\sqrt {11}}+1{\bigr )}^{4}{\bigr ]}=\exp(-{\tfrac {1}{11}}{\sqrt {11}}\,\pi )}
{\displaystyle q{\bigl \{}\sin {\bigl [}{\tfrac {1}{2}}\arcsin(5{\sqrt {13}}-18){\bigr ]}{\bigr \}}=\exp(-{\sqrt {13}}\,\pi )}
{\displaystyle q{\bigl \{}\cos {\bigl [}{\tfrac {1}{2}}\arcsin(5{\sqrt {13}}-18){\bigr ]}{\bigr \}}=\exp(-{\tfrac {1}{13}}{\sqrt {13}}\,\pi )}
La segunda lista muestra pares de valores con módulos mutuamente tangencialmente complementarios:
{\displaystyle q({\sqrt {2}}-1)=\exp(-{\sqrt {2}}\,\pi )}
{\displaystyle q[(2-{\sqrt {3}})({\sqrt {3}}-{\sqrt {2}})]=\exp(-{\sqrt {6}}\,\pi )}
{\displaystyle q[(2-{\sqrt {3}})({\sqrt {3}}+{\sqrt {2}})]=\exp(-{\tfrac {1}{3}}{\sqrt {6}}\,\pi )}
{\displaystyle q[({\sqrt {10}}-3)({\sqrt {2}}-1)^{2}]=\exp(-{\sqrt {10}}\,\pi )}
{\displaystyle q[({\sqrt {10}}-3)({\sqrt {2}}+1)^{2}]=\exp(-{\tfrac {1}{5}}{\sqrt {10}}\,\pi )}
{\displaystyle q{\bigl [}{\tfrac {1}{16}}{\sqrt {2{\sqrt {2}}-{\sqrt {7}}}}\,(3{\sqrt {2}}-{\sqrt {14}})({\sqrt {2{\sqrt {2}}+1}}-1)^{4}{\bigr ]}=\exp(-{\sqrt {14}}\,\pi )}
{\displaystyle q{\bigl [}{\tfrac {1}{16}}{\sqrt {2{\sqrt {2}}+{\sqrt {7}}}}\,(3{\sqrt {2}}+{\sqrt {14}})({\sqrt {2{\sqrt {2}}+1}}-1)^{4}{\bigr ]}=\exp(-{\tfrac {1}{7}}{\sqrt {14}}\,\pi )}
{\displaystyle q[(2-{\sqrt {3}})^{2}({\sqrt {2}}-1)^{3}]=\exp(-3{\sqrt {2}}\,\pi )}
{\displaystyle q[(2+{\sqrt {3}})^{2}({\sqrt {2}}-1)^{3}]=\exp(-{\tfrac {1}{3}}{\sqrt {2}}\,\pi )}
{\displaystyle q[(10-3{\sqrt {11}})(3{\sqrt {11}}-7{\sqrt {2}})]=\exp(-{\sqrt {22}}\,\pi )}
{\displaystyle q[(10-3{\sqrt {11}})(3{\sqrt {11}}+7{\sqrt {2}})]=\exp(-{\tfrac {1}{11}}{\sqrt {22}}\,\pi )}
{\displaystyle q{\bigl \{}({\sqrt {26}}+5)({\sqrt {2}}-1)^{2}\tan {\bigl [}{\tfrac {1}{4}}\pi -\arctan({\tfrac {1}{3}}{\sqrt[{3}]{3{\sqrt {3}}+{\sqrt {26}}}}-{\tfrac {1}{3}}{\sqrt[{3}]{3{\sqrt {3}}-{\sqrt {26}}}}+{\tfrac {1}{6}}{\sqrt {26}}-{\tfrac {1}{2}}{\sqrt {2}}){\bigr ]}^{4}{\bigr \}}=\exp(-{\sqrt {26}}\,\pi )}
{\displaystyle q{\bigl \{}({\sqrt {26}}+5)({\sqrt {2}}+1)^{2}\tan {\bigl [}\arctan({\tfrac {1}{3}}{\sqrt[{3}]{3{\sqrt {3}}+{\sqrt {26}}}}-{\tfrac {1}{3}}{\sqrt[{3}]{3{\sqrt {3}}-{\sqrt {26}}}}+{\tfrac {1}{6}}{\sqrt {26}}+{\tfrac {1}{2}}{\sqrt {2}})-{\tfrac {1}{4}}\pi {\bigr ]}^{4}{\bigr \}}=\exp(-{\tfrac {1}{13}}{\sqrt {26}}\,\pi )}
A continuación se muestran cuartetos de valores relacionados:
| {\displaystyle q{\bigl \langle }\tan\{{\tfrac {1}{2}}\arctan[({\sqrt {10}}-3)^{2}({\sqrt {5}}-2)^{2}]\}{\bigr \rangle }=\exp(-{\sqrt {30}}\,\pi )} {\displaystyle q{\bigl \langle }\tan\{{\tfrac {1}{2}}\arctan[({\sqrt {10}}-3)^{2}({\sqrt {5}}+2)^{2}]\}{\bigr \rangle }=\exp(-{\tfrac {1}{3}}{\sqrt {30}}\,\pi )} {\displaystyle q{\bigl \langle }\tan\{{\tfrac {1}{2}}\arctan[({\sqrt {10}}+3)^{2}({\sqrt {5}}-2)^{2}]\}{\bigr \rangle }=\exp(-{\tfrac {1}{5}}{\sqrt {30}}\,\pi )} {\displaystyle q{\bigl \langle }\tan\{{\tfrac {1}{2}}\arctan[({\sqrt {10}}+3)^{2}({\sqrt {5}}+2)^{2}]\}{\bigr \rangle }=\exp(-{\tfrac {1}{15}}{\sqrt {30}}\,\pi )}                                                                                         |
| {\displaystyle q{\bigl \langle }\tan\{{\tfrac {1}{2}}\arctan[(2{\sqrt {7}}-3{\sqrt {3}})^{2}(2{\sqrt {2}}-{\sqrt {7}})^{2}]\}{\bigr \rangle }=\exp(-{\sqrt {42}}\,\pi )} {\displaystyle q{\bigl \langle }\tan\{{\tfrac {1}{2}}\arctan[(2{\sqrt {7}}-3{\sqrt {3}})^{2}(2{\sqrt {2}}+{\sqrt {7}})^{2}]\}{\bigr \rangle }=\exp(-{\tfrac {1}{3}}{\sqrt {42}}\,\pi )} {\displaystyle q{\bigl \langle }\tan\{{\tfrac {1}{2}}\arctan[(2{\sqrt {7}}+3{\sqrt {3}})^{2}(2{\sqrt {2}}-{\sqrt {7}})^{2}]\}{\bigr \rangle }=\exp(-{\tfrac {1}{7}}{\sqrt {42}}\,\pi )} {\displaystyle q{\bigl \langle }\tan\{{\tfrac {1}{2}}\arctan[(2{\sqrt {7}}+3{\sqrt {3}})^{2}(2{\sqrt {2}}+{\sqrt {7}})^{2}]\}{\bigr \rangle }=\exp(-{\tfrac {1}{21}}{\sqrt {42}}\,\pi )} |
| {\displaystyle q{\bigl \langle }\tan\{{\tfrac {1}{2}}\arctan[({\sqrt {5}}-2)^{4}({\sqrt {2}}-1)^{6}]\}{\bigr \rangle }=\exp(-{\sqrt {70}}\,\pi )} {\displaystyle q{\bigl \langle }\tan\{{\tfrac {1}{2}}\arctan[({\sqrt {5}}-2)^{4}({\sqrt {2}}+1)^{6}]\}{\bigr \rangle }=\exp(-{\tfrac {1}{5}}{\sqrt {70}}\,\pi )} {\displaystyle q{\bigl \langle }\tan\{{\tfrac {1}{2}}\arctan[({\sqrt {5}}+2)^{4}({\sqrt {2}}-1)^{6}]\}{\bigr \rangle }=\exp(-{\tfrac {1}{7}}{\sqrt {70}}\,\pi )} {\displaystyle q{\bigl \langle }\tan\{{\tfrac {1}{2}}\arctan[({\sqrt {5}}+2)^{4}({\sqrt {2}}+1)^{6}]\}{\bigr \rangle }=\exp(-{\tfrac {1}{35}}{\sqrt {70}}\,\pi )}                                                                                             |

## Sumas y productos

### Series suma
El nomo elíptico fue explorado por Richard Dedekind, y esta función es el fundamento de la teoría de las funciones eta y sus funciones relacionadas. El nomo elíptico es el punto inicial de la construcción de la serie de Lambert. En la función theta desarrollada por Carl Gustav Jacobi se asigna el nombre en forma de abscisa a las combinaciones algebraicas de la media aritmético-geométrica y también a la integral elíptica completa de primera especie. Muchas series infinitas se pueden describir fácilmente en términos del nomo elíptico:
{\displaystyle \sum _{n=1}^{\infty }q(x)^{\Box (n)}={\tfrac {1}{2}}\vartheta _{00}[q(x)]-{\tfrac {1}{2}}={\tfrac {1}{2}}{\sqrt {2\pi ^{-1}K(x)}}-{\tfrac {1}{2}}={\tfrac {1}{2}}\operatorname {agm} (1-x;1+x)^{-1/2}-{\tfrac {1}{2}}}
{\displaystyle \sum _{n=1}^{\infty }q(x)^{\Box (2n-1)}={\tfrac {1}{4}}\vartheta _{00}[q(x)]-{\tfrac {1}{4}}\vartheta _{01}[q(x)]={\tfrac {1}{4}}(1-{\sqrt[{4}]{1-x^{2}}}){\sqrt {2\pi ^{-1}K(x)}}}
{\displaystyle \sum _{n=1}^{\infty }{\frac {2q(x)^{n}}{q(x)^{2n}+1}}={\tfrac {1}{2}}\vartheta _{00}[q(x)]^{2}-{\tfrac {1}{2}}=\pi ^{-1}K(x)-{\tfrac {1}{2}}}
{\displaystyle \sum _{n=1}^{\infty }{\frac {2q(x)^{2n-1}}{q(x)^{4n-2}+1}}={\tfrac {1}{4}}\vartheta _{00}[q(x)]^{2}-{\tfrac {1}{4}}\vartheta _{01}[q(x)]^{2}={\tfrac {1}{2}}(1-{\sqrt {1-x^{2}}})\pi ^{-1}K(x)}
{\displaystyle \sum _{n=1}^{\infty }\Box (n)q(x)^{\Box (n)}=2^{-1/2}\pi ^{-5/2}K(x)^{3/2}[E(x)-(1-x^{2})K(x)]}
{\displaystyle \sum _{n=1}^{\infty }{\biggl [}{\frac {2q(x)^{n}}{1+q(x)^{2n}}}{\biggr ]}^{2}=2\pi ^{-2}E(x)K(x)-{\tfrac {1}{2}}}
{\displaystyle \sum _{n=1}^{\infty }{\biggl [}{\frac {2q(x)^{n}}{1-q(x)^{2n}}}{\biggr ]}^{2}={\tfrac {2}{3}}\pi ^{-2}(2-x^{2})K(x)^{2}-2\pi ^{-2}K(x)E(x)+{\tfrac {1}{6}}}
El cuadrilátero empleado en las fórmulas representa el cuadrado del número n, porque con la notación convencional, los doses en el exponente del exponente aparecerían con un tamaño demasiado pequeño. En consecuencia, la fórmula es válida considerando que: {\displaystyle \Box (n)=n^{2}}
La letra {\displaystyle \operatorname {E} (\varepsilon )} describe la integral elíptica completa de segunda especie, que es el cuarto del perímetro de una elipse en relación con el semieje mayor de la elipse; y con la excentricidad {\displaystyle \varepsilon } como valor de la abscisa.

### Series producto
Las dos funciones theta más importantes se pueden definir mediante las siguientes series de productos:
{\displaystyle \prod _{n=1}^{\infty }[1-q(x)^{2n}][1+q(x)^{2n-1}]^{2}=\vartheta _{00}[q(x)]={\sqrt {2\pi ^{-1}K(x)}}}
{\displaystyle \prod _{n=1}^{\infty }[1-q(x)^{2n}][1-q(x)^{2n-1}]^{2}=\vartheta _{01}[q(x)]={\sqrt[{4}]{1-x^{2}}}{\sqrt {2\pi ^{-1}K(x)}}}
Además, estos dos productos de Pochhammer cumplen las dos relaciones siguientes:
{\displaystyle q(\varepsilon )[q(\varepsilon );q(\varepsilon )]_{\infty }^{24}=256\,\varepsilon ^{2}(1-\varepsilon ^{2})^{4}\pi ^{-{12}}K(\varepsilon )^{12}}
{\displaystyle \varepsilon ^{2}[q(\varepsilon );q(\varepsilon )^{2}]_{\infty }^{24}=16\,(1-\varepsilon ^{2})^{2}q(\varepsilon )}
Los productos de Pochhammer tienen un papel importante en el teorema del número pentagonal y su demostración.

## Relación con otras funciones

### Integrales elípticas completas
La función nomo se puede utilizar para la definición de integrales elípticas completas de primera y de segunda especie:
{\displaystyle K(\varepsilon )={\tfrac {1}{2}}\pi \,\vartheta _{00}[q(\varepsilon )]^{2}}
{\displaystyle E(\varepsilon )=2\pi q(\varepsilon )\,\vartheta _{00}'[q(\varepsilon )]\vartheta _{00}[q(\varepsilon )]^{-3}+{\tfrac {1}{2}}\pi (1-\varepsilon ^{2})\,\vartheta _{00}[q(\varepsilon )]^{2}}
En este caso, el guion en la posición del exponente representa la derivada de la llamada función de valor theta cero:
{\displaystyle \vartheta _{00}'(x)={\frac {\mathrm {d} }{\mathrm {d} x}}\,\vartheta _{00}(x)=2+\sum _{n=1}^{\infty }2(n+1)^{2}x^{n(n+2)}}

### Definiciones de las funciones de Jacobi
Las funciones elípticas Zeta Amplitudinis y Delta Amplitudinis se pueden definir fácilmente con la función nomo elíptica:
{\displaystyle \operatorname {zn} (x;k)=\sum _{n=1}^{\infty }{\frac {2\pi K(k)^{-1}\sin[\pi K(k)^{-1}x]q(k)^{2n-1}}{1-2\cos[\pi K(k)^{-1}x]q(k)^{2n-1}+q(k)^{4n-2}}}}
{\displaystyle \operatorname {dn} (x;k)={\sqrt[{4}]{1-k^{2}}}\prod _{n=1}^{\infty }{\frac {1+2\cos[\pi K(k)^{-1}x]q(k)^{2n-1}+q(k)^{4n-2}}{1-2\cos[\pi K(k)^{-1}x]q(k)^{2n-1}+q(k)^{4n-2}}}}
Usando la raíz cuarta del cociente del nomo dividido por la función cuadrado como se mencionó anteriormente, las siguientes definiciones de series de productos se pueden configurar para Amplitud Seno, Contraamplitud Seno y Amplitud Coseno de esta manera:
{\displaystyle \operatorname {sn} (x;k)=2{\sqrt[{4}]{k^{-2}q(k)}}\,\sin[{\tfrac {1}{2}}\pi K(k)^{-1}x]\prod _{n=1}^{\infty }{\frac {1-2q(k)^{2n}\cos[\pi K(k)^{-1}x]+q(k)^{4n}}{1-2q(k)^{2n-1}\cos[\pi K(k)^{-1}x]+q(k)^{4n-2}}}}
{\displaystyle \operatorname {cd} (x;k)=2{\sqrt[{4}]{k^{-2}q(k)}}\,\cos[{\tfrac {1}{2}}\pi K(k)^{-1}x]\prod _{n=1}^{\infty }{\frac {1+2q(k)^{2n}\cos[\pi K(k)^{-1}x]+q(k)^{4n}}{1+2q(k)^{2n-1}\cos[\pi K(k)^{-1}x]+q(k)^{4n-2}}}}
{\displaystyle \operatorname {cn} (x;k)=2{\sqrt[{4}]{k^{-2}(1-k^{2})\,q(k)}}\,\cos[{\tfrac {1}{2}}\pi K(k)^{-1}x]\prod _{n=1}^{\infty }{\frac {1+2q(k)^{2n}\cos[\pi K(k)^{-1}x]+q(k)^{4n}}{1-2q(k)^{2n-1}\cos[\pi K(k)^{-1}x]+q(k)^{4n-2}}}}
Estas cinco fórmulas son válidas para todos los valores k desde −1 hasta +1.
Entonces, es posible seguir la definición sucesiva de las otras funciones de Jacobi:
{\displaystyle \operatorname {sn} (x;k)={\frac {2\{\operatorname {zn} ({\tfrac {1}{2}}x;k)+\operatorname {zn} [K(k)-{\tfrac {1}{2}}x;k]\}}{k^{2}+\{\operatorname {zn} ({\tfrac {1}{2}}x;k)+\operatorname {zn} [K(k)-{\tfrac {1}{2}}x;k]\}^{2}}}}
{\displaystyle \operatorname {cd} (x;k)=\operatorname {sn} [K(k)-x;k]}
{\displaystyle \operatorname {cn} (x;k)=\operatorname {cd} (x;k)\operatorname {dn} (x;k)}
{\displaystyle \operatorname {dn} (x;k)={\frac {k^{2}-\{\operatorname {zn} ({\tfrac {1}{2}}x;k)+\operatorname {zn} [K(k)-{\tfrac {1}{2}}x;k]\}^{2}}{k^{2}+\{\operatorname {zn} ({\tfrac {1}{2}}x;k)+\operatorname {zn} [K(k)-{\tfrac {1}{2}}x;k]\}^{2}}}}
La definición del producto de la amplitud seno fue descrita en el ensayo π and the AGM de los hermanos Borwein (en la página 60) y esta fórmula se basa en la definición de la función theta de Whittaker y Watson.

### Identidades de las funciones de amplitud de Jacobi
En combinación con las funciones theta, el nomo permite obtener muchos valores de la función de amplitud de Jacobi:
{\displaystyle \operatorname {sc} [{\tfrac {2}{3}}K(k);k]={\frac {{\sqrt {3}}\,\vartheta _{01}[q(k)^{6}]}{{\sqrt {1-k^{2}}}\,\vartheta _{01}[q(k)^{2}]}}}
{\displaystyle \operatorname {sn} [{\tfrac {1}{3}}K(k);k]={\frac {2\vartheta _{00}[q(k)]^{2}}{3\vartheta _{00}[q(k)^{3}]^{2}+\vartheta _{00}[q(k)]^{2}}}={\frac {3\vartheta _{01}[q(k)^{3}]^{2}-\vartheta _{01}[q(k)]^{2}}{3\vartheta _{01}[q(k)^{3}]^{2}+\vartheta _{01}[q(k)]^{2}}}}
{\displaystyle \operatorname {cn} [{\tfrac {2}{3}}K(k);k]={\frac {3\vartheta _{00}[q(k)^{3}]^{2}-\vartheta _{00}[q(k)]^{2}}{3\vartheta _{00}[q(k)^{3}]^{2}+\vartheta _{00}[q(k)]^{2}}}={\frac {2\vartheta _{01}[q(k)]^{2}}{3\vartheta _{01}[q(k)^{3}]^{2}+\vartheta _{01}[q(k)]^{2}}}}
{\displaystyle \operatorname {sn} [{\tfrac {1}{5}}K(k);k]={\biggl \{}{\frac {{\sqrt {5}}\,\vartheta _{01}[q(k)^{5}]}{\vartheta _{01}[q(k)]}}-1{\biggr \}}{\biggl \{}{\frac {5\vartheta _{01}[q(k)^{10}]^{2}}{\vartheta _{01}[q(k)^{2}]^{2}}}-1{\biggr \}}^{-1}}
{\displaystyle \operatorname {sn} [{\tfrac {3}{5}}K(k);k]={\biggl \{}{\frac {{\sqrt {5}}\,\vartheta _{01}[q(k)^{5}]}{\vartheta _{01}[q(k)]}}+1{\biggr \}}{\biggl \{}{\frac {5\vartheta _{01}[q(k)^{10}]^{2}}{\vartheta _{01}[q(k)^{2}]^{2}}}-1{\biggr \}}^{-1}}
{\displaystyle \operatorname {cn} [{\tfrac {2}{5}}K(k);k]={\biggl \{}{\frac {{\sqrt {5}}\,\vartheta _{00}[q(k)^{5}]}{\vartheta _{00}[q(k)]}}+1{\biggr \}}{\biggl \{}{\frac {5\vartheta _{01}[q(k)^{10}]^{2}}{\vartheta _{01}[q(k)^{2}]^{2}}}-1{\biggr \}}^{-1}}
{\displaystyle \operatorname {cn} [{\tfrac {4}{5}}K(k);k]={\biggl \{}{\frac {{\sqrt {5}}\,\vartheta _{00}[q(k)^{5}]}{\vartheta _{00}[q(k)]}}-1{\biggr \}}{\biggl \{}{\frac {5\vartheta _{01}[q(k)^{10}]^{2}}{\vartheta _{01}[q(k)^{2}]^{2}}}-1{\biggr \}}^{-1}}
La abreviatura {\displaystyle sc} describe el cociente del seno de amplitud dividido por el coseno de amplitud.

## Teoremas e identidades

### Teorema del cuadrado delnomo
La ley del cuadrado del nomo elíptico implica formar el módulo hija de Landen:
| {\displaystyle q(\varepsilon )^{2}=q{\bigl [}\varepsilon ^{2}(1+{\sqrt {1-\varepsilon ^{2}}})^{-2}{\bigr ]}=q{\bigl \{}\tan {\bigl [}{\tfrac {1}{2}}\arcsin(\varepsilon ){\bigr ]}^{2}{\bigr \}}=q{\bigl \{}\operatorname {tanh} {\bigl [}{\tfrac {1}{2}}\operatorname {artanh} (\varepsilon ){\bigr ]}^{2}{\bigr \}}} |
El módulo hija de Landen es también la contraparte tangencial de la contraparte pitagórica del módulo madre.
| Esta fórmula resulta de una combinación de las siguientes ecuaciones: {\displaystyle (1+{\sqrt {1-\varepsilon ^{2}}})F{\bigl [}\arctan(x);\varepsilon {\bigr ]}=F{\bigl [}\arctan(x)+\arctan({\sqrt {1-\varepsilon ^{2}}}\,x);\varepsilon ^{2}(1+{\sqrt {1-\varepsilon ^{2}}})^{-2}{\bigr ]}} El cociente diferencial del equilibrio de esta ecuación junto con {\displaystyle w} confirma la validez de esta fórmula. Porque en ambos lados de la ecuación la escala del cociente diferencial en w es la misma y las funciones en ambos lados pasan por el origen de coordenadas con respecto a w. La siguiente ecuación se deduce directamente de la ecuación anterior: {\displaystyle (1+{\sqrt {1-\varepsilon ^{2}}})K(\varepsilon )=2K{\bigl [}\varepsilon ^{2}(1+{\sqrt {1-\varepsilon ^{2}}})^{-2}{\bigr ]}} Al cambiar la sustitución se genera esta expresión: {\displaystyle K{\bigl [}2{\sqrt[{4}]{1-\varepsilon ^{2}}}(1+{\sqrt {1-\varepsilon ^{2}}})^{-1}{\bigr ]}=(1+{\sqrt {1-\varepsilon ^{2}}})K({\sqrt {1-\varepsilon ^{2}}})} La combinación de ambas fórmulas lleva a esa ecuación del cociente: {\displaystyle {\color {blue}2\,{\frac {K({\sqrt {1-\varepsilon ^{2}}})}{K(\varepsilon )}}}={\color {green}{\frac {K[2{\sqrt[{4}]{1-\varepsilon ^{2}}}(1+{\sqrt {1-\varepsilon ^{2}}})^{-1}]}{K[\varepsilon ^{2}(1+{\sqrt {1-\varepsilon ^{2}}})^{-2}]}}}} Ambos lados de esta ecuación muestran proporciones de períodos. En ambos lados el módulo del numerador es el complementario pitagórico del módulo del denominador. El nomo elíptico se define como una función exponencial del número circular negativo multiplicado por la relación del período real. Y la relación del período real se define como el cociente de la integral K del módulo complementario pitagórico dividido por la integral K del módulo mismo. Esta es la consecuencia: {\displaystyle q(\varepsilon )^{2}=\exp {\biggl [}-\pi \,{\frac {K'(\varepsilon )}{K(\varepsilon )}}{\biggr ]}^{2}=\exp {\biggl [}-\pi \,{\frac {K({\sqrt {1-\varepsilon ^{2}}})}{K(\varepsilon )}}{\biggr ]}^{2}=\exp {\biggl \{}-\pi {\biggl [}{\color {blue}2\,{\frac {K({\sqrt {1-\varepsilon ^{2}}})}{K(\varepsilon )}}}{\biggr ]}{\biggr \}}=} {\displaystyle =\exp {\biggl \{}-\pi \,{\color {green}{\frac {K[2{\sqrt[{4}]{1-\varepsilon ^{2}}}(1+{\sqrt {1-\varepsilon ^{2}}})^{-1}]}{K[\varepsilon ^{2}(1+{\sqrt {1-\varepsilon ^{2}}})^{-2}]}}}{\biggr \}}=\exp {\biggl \{}-\pi \,{\frac {K'[\varepsilon ^{2}(1+{\sqrt {1-\varepsilon ^{2}}})^{-2}]}{K[\varepsilon ^{2}(1+{\sqrt {1-\varepsilon ^{2}}})^{-2}]}}{\biggr \}}=q{\bigl [}\varepsilon ^{2}(1+{\sqrt {1-\varepsilon ^{2}}})^{-2}{\bigr ]}} ¡QUOD ERAT DEMONSTRANDUM! |

### Ejemplos del teorema del cuadrado delnomo
El módulo hija de Landen es idéntico al opuesto tangencial del opuesto pitagórico del módulo madre.
A continuación se mostrarán tres ejemplos:
Ejemplos demostrados trigonométricamente:
{\displaystyle \exp(-2{\sqrt {3}}\,\pi )=\exp(-{\sqrt {3}}\,\pi )^{2}=q{\bigl [}\sin({\tfrac {1}{12}}\pi ){\bigr ]}^{2}=q{\bigl [}\tan({\tfrac {1}{24}}\pi )^{2}{\bigr ]}}
{\displaystyle \exp(-2{\sqrt {5}}\,\pi )=\exp(-{\sqrt {5}}\,\pi )^{2}=q{\bigl \{}\sin {\bigl [}{\tfrac {1}{2}}\arcsin({\sqrt {5}}-2){\bigr ]}{\bigr \}}^{2}=q{\bigl \{}\tan {\bigl [}{\tfrac {1}{4}}\arcsin({\sqrt {5}}-2){\bigr ]}^{2}{\bigr \}}}
{\displaystyle \exp(-2{\sqrt {7}}\,\pi )=\exp(-{\sqrt {7}}\,\pi )^{2}=q{\bigl \{}\sin {\bigl [}{\tfrac {1}{2}}\arcsin({\tfrac {1}{8}}){\bigr ]}{\bigr \}}^{2}=q{\bigl \{}\tan {\bigl [}{\tfrac {1}{4}}\arcsin({\tfrac {1}{8}}){\bigr ]}^{2}{\bigr \}}}
{\displaystyle \exp(-2{\sqrt {13}}\,\pi )=\exp(-{\sqrt {13}}\,\pi )^{2}=q{\bigl \{}\sin {\bigl [}{\tfrac {1}{2}}\arcsin(5{\sqrt {13}}-18){\bigr ]}{\bigr \}}^{2}=q{\bigl \{}\tan {\bigl [}{\tfrac {1}{4}}\arcsin(5{\sqrt {13}}-18){\bigr ]}^{2}{\bigr \}}}
Ejemplos demostrados hiperbólicamente:
{\displaystyle \exp(-2{\sqrt {6}}\,\pi )=\exp(-{\sqrt {6}}\,\pi )^{2}=}
{\displaystyle =q{\biggl \langle }\operatorname {tanh} {\bigl \{}{\tfrac {1}{2}}\operatorname {arsinh} {\bigl [}({\sqrt {2}}-1)^{2}{\bigr ]}{\bigr \}}{\biggr \rangle }^{2}=q{\biggl \langle }\operatorname {tanh} {\bigl \{}{\tfrac {1}{4}}\operatorname {arsinh} {\bigl [}({\sqrt {2}}-1)^{2}{\bigr ]}{\bigr \}}^{2}{\biggr \rangle }}
{\displaystyle \exp(-2{\sqrt {10}}\,\pi )=\exp(-{\sqrt {10}}\,\pi )^{2}=}
{\displaystyle =q{\biggl \langle }\operatorname {tanh} {\bigl \{}{\tfrac {1}{2}}\operatorname {arsinh} {\bigl [}({\sqrt {5}}-2)^{2}{\bigr ]}{\bigr \}}{\biggr \rangle }^{2}=q{\biggl \langle }\operatorname {tanh} {\bigl \{}{\tfrac {1}{4}}\operatorname {arsinh} {\bigl [}({\sqrt {5}}-2)^{2}{\bigr ]}{\bigr \}}^{2}{\biggr \rangle }}
{\displaystyle \exp(-2{\sqrt {14}}\,\pi )=\exp(-{\sqrt {14}}\,\pi )^{2}=}
{\displaystyle =q{\biggl \langle }\operatorname {tanh} {\bigl \{}{\tfrac {1}{2}}\operatorname {arsinh} {\bigl [}({\sqrt {2}}+{\tfrac {1}{2}}-{\tfrac {1}{2}}{\sqrt {4{\sqrt {2}}+5}})^{3}{\bigr ]}{\bigr \}}{\biggr \rangle }^{2}=q{\biggl \langle }\operatorname {tanh} {\bigl \{}{\tfrac {1}{4}}\operatorname {arsinh} {\bigl [}({\sqrt {2}}+{\tfrac {1}{2}}-{\tfrac {1}{2}}{\sqrt {4{\sqrt {2}}+5}})^{3}{\bigr ]}{\bigr \}}^{2}{\biggr \rangle }}
{\displaystyle \exp(-2{\sqrt {22}}\,\pi )=\exp(-{\sqrt {22}}\,\pi )^{2}=}
{\displaystyle =q{\biggl \langle }\operatorname {tanh} {\bigl \{}{\tfrac {1}{2}}\operatorname {arsinh} {\bigl [}({\sqrt {2}}-1)^{6}{\bigr ]}{\bigr \}}{\biggr \rangle }^{2}=q{\biggl \langle }\operatorname {tanh} {\bigl \{}{\tfrac {1}{4}}\operatorname {arsinh} {\bigl [}({\sqrt {2}}-1)^{6}{\bigr ]}{\bigr \}}^{2}{\biggr \rangle }}

### Teorema del cubo delnomoparametrizado
No solo la ley del cuadrado sino también la ley del cubo del nomo elíptico conducen a una transformación de módulo elemental.
Esta fórmula parametrizada para el cubo del nomo elíptico es válida para todos los valores −1 < u < 1.
| {\displaystyle q[u({\sqrt {u^{4}-u^{2}+1}}-u^{2}+1)]^{3}=q[u({\sqrt {u^{4}-u^{2}+1}}+u^{2}-1)]} |
Esta fórmula se mostró exactamente así, y no después de la expresión {\displaystyle \varepsilon } con la alineación principal en el módulo madre, porque de otra manera resultaría una expresión muy larga. Sin embargo, al utilizar en la expresión el parámetro {\displaystyle u}, surge una fórmula muy simplificada.
| Esta fórmula resulta de una combinación de las siguientes ecuaciones: {\displaystyle (2{\sqrt {u^{4}-u^{2}+1}}-2u^{2}+1)F{\bigl [}\arctan(w);u({\sqrt {u^{4}-u^{2}+1}}-u^{2}+1){\bigr ]}=} {\displaystyle =F{\bigl \{}\arctan(w)+2\arctan {\bigl [}({\sqrt {u^{4}-u^{2}+1}}-u^{2})\,w{\bigr ]};u({\sqrt {u^{4}-u^{2}+1}}+u^{2}-1){\bigr \}}} El cociente diferencial del balance de esta ecuación junto con {\displaystyle w} confirma su validez, porque en ambos lados la escala de la ecuación para el cociente diferencial en w es la misma y las funciones en ambos lados de la escala pasan por el origen de coordenadas con respecto a w. La siguiente ecuación se deduce directamente de la ecuación anterior: {\displaystyle (2{\sqrt {u^{4}-u^{2}+1}}-2u^{2}+1)K{\bigl [}u({\sqrt {u^{4}-u^{2}+1}}-u^{2}+1){\bigr ]}=3K{\bigl [}u({\sqrt {u^{4}-u^{2}+1}}+u^{2}-1){\bigr ]}} Al cambiar la sustitución se genera esta expresión: {\displaystyle K{\bigl [}{\sqrt {1-u^{2}}}({\sqrt {u^{4}-u^{2}+1}}+u^{2}){\bigr ]}=(2{\sqrt {u^{4}-u^{2}+1}}-2u^{2}+1)K{\bigl [}{\sqrt {1-u^{2}}}({\sqrt {u^{4}-u^{2}+1}}-u^{2}){\bigr ]}} La combinación de ambas fórmulas lleva a esa ecuación del cociente: {\displaystyle {\color {blue}3\,{\frac {K[{\sqrt {1-u^{2}}}({\sqrt {u^{4}-u^{2}+1}}-u^{2})]}{K[u({\sqrt {u^{4}-u^{2}+1}}-u^{2}+1)]}}}={\color {green}{\frac {K[{\sqrt {1-u^{2}}}({\sqrt {u^{4}-u^{2}+1}}+u^{2})]}{K[u({\sqrt {u^{4}-u^{2}+1}}+u^{2}-1)]}}}} Ambos lados de la ecuación muestran proporciones de períodos, porque el módulo del numerador es el complementario pitagórico del módulo que figura en el denominador. El nomo elíptico se define como una función exponencial del número circular negativo multiplicado por la relación del período real. Y la relación del período real se define como el cociente de la integral K del módulo complementario pitagórico dividido por la integral K del módulo mismo. Esta es la consecuencia: {\displaystyle q{\bigl [}u({\sqrt {u^{4}-u^{2}+1}}-u^{2}+1){\bigr ]}^{3}=\exp {\biggl \{}-\pi \,{\frac {K'[u({\sqrt {u^{4}-u^{2}+1}}-u^{2}+1)]}{K[u({\sqrt {u^{4}-u^{2}+1}}-u^{2}+1)]}}{\biggr \}}^{3}=} {\displaystyle =\exp {\biggl \{}-\pi \,{\frac {K[{\sqrt {1-u^{2}}}({\sqrt {u^{4}-u^{2}+1}}-u^{2})]}{K[u({\sqrt {u^{4}-u^{2}+1}}-u^{2}+1)]}}{\biggr \}}^{3}=\exp {\biggl \langle }-\pi {\biggl \{}{\color {blue}3\,{\frac {K[{\sqrt {1-u^{2}}}({\sqrt {u^{4}-u^{2}+1}}-u^{2})]}{K[u({\sqrt {u^{4}-u^{2}+1}}-u^{2}+1)]}}}{\biggr \}}{\biggr \rangle }=} {\displaystyle =\exp {\biggl \{}-\pi \,{\color {green}{\frac {K[{\sqrt {1-u^{2}}}({\sqrt {u^{4}-u^{2}+1}}+u^{2})]}{K[u({\sqrt {u^{4}-u^{2}+1}}+u^{2}-1)]}}}{\biggr \}}=\exp {\biggl \{}-\pi \,{\frac {K'[u({\sqrt {u^{4}-u^{2}+1}}+u^{2}-1)]}{K[u({\sqrt {u^{4}-u^{2}+1}}+u^{2}-1)]}}{\biggr \}}=q{\bigl [}u({\sqrt {u^{4}-u^{2}+1}}+u^{2}-1){\bigr ]}} ¡QUOD ERAT DEMONSTRANDUM! |

### Teorema del cubo delnomodirecto
Sobre la base de la prueba obtenida se generará una fórmula directa para el teorema del cubo del nomo en relación con el módulo {\displaystyle \varepsilon } y en combinación con la amplitud seno de Jacobi:
Las obras Soluciones analíticas a ecuaciones algebraicas de Johansson y Evaluación de Módulos singulares elípticos de quinto grado de Bagis muestran que la amplitud seno de Jacobi de la tercera parte de la integral completa de primera especie K resuelve la siguiente ecuación de cuarto grado:
{\displaystyle \varepsilon ^{2}x^{4}-2\varepsilon ^{2}x^{3}+2x-1=0}
{\displaystyle x={\text{sn}}{\bigl [}{\tfrac {1}{3}}K(\varepsilon );\varepsilon {\bigr ]}}
Ahora se inserta en esta ecuación la parametrización mencionada anteriormente:
{\displaystyle \varepsilon =u({\sqrt {u^{4}-u^{2}+1}}-u^{2}+1)}
{\displaystyle u^{2}({\sqrt {u^{4}-u^{2}+1}}-u^{2}+1)^{2}(x^{4}-2x^{3})+2x-1=0}
Esta es la solución real del patrón {\displaystyle {\tfrac {1}{2}}<x<1\,\cap \,x\in \mathbb {R} } de esa ecuación de cuarto grado:
{\displaystyle x={\frac {1}{{\sqrt {u^{4}-u^{2}+1}}-u^{2}+1}}}
Por lo tanto es válida la siguiente fórmula:
{\displaystyle {\text{sn}}{\bigl [}{\tfrac {1}{3}}K(\varepsilon );\varepsilon {\bigr ]}{\bigl [}\varepsilon =u({\sqrt {u^{4}-u^{2}+1}}-u^{2}+1){\bigr ]}={\frac {1}{{\sqrt {u^{4}-u^{2}+1}}-u^{2}+1}}}
La fórmula del cubo del nomo parametrizada tiene esta forma mencionada:
{\displaystyle q{\bigl [}u({\sqrt {u^{4}-u^{2}+1}}-u^{2}+1){\bigr ]}^{3}=q{\bigl [}u({\sqrt {u^{4}-u^{2}+1}}+u^{2}-1){\bigr ]}}
La misma fórmula se puede diseñar de esta manera alternativa:
{\displaystyle q{\bigl [}u({\sqrt {u^{4}-u^{2}+1}}-u^{2}+1){\bigr ]}^{3}=q{\bigl \{}{\bigl [}u({\sqrt {u^{4}-u^{2}+1}}-u^{2}+1){\bigr ]}^{3}{\bigl (}{\sqrt {u^{4}-u^{2}+1}}-u^{2}+1{\bigr )}^{-4}{\bigr \}}}
Entonces este resultado aparece como el teorema del cubo del nomo directo:
{\displaystyle q(\varepsilon )^{3}=q{\bigl \{}\varepsilon ^{3}{\text{sn}}{\bigl [}{\tfrac {1}{3}}K(\varepsilon );\varepsilon {\bigr ]}^{4}{\bigr \}}}

### Ejemplos del teorema del cubo delnomo
Alternativamente, se puede configurar esta fórmula:
| {\displaystyle q{\bigl \{}\tan {\bigl [}{\tfrac {1}{2}}\arctan(t^{3}){\bigr ]}{\bigr \}}^{3}=q{\bigl \{}\tan {\bigl [}{\tfrac {1}{2}}\arctan(t^{3}){\bigr ]}^{3}\tan {\bigl [}\arctan {\bigl (}\,{\sqrt {2{\sqrt {t^{4}-t^{2}+1}}-t^{2}+2}}+{\sqrt {t^{2}+1}}\,{\bigr )}-{\tfrac {1}{4}}\pi {\bigr ]}^{4}{\bigr \}}} |
La fórmula que ahora se presenta se utiliza para cálculos simplificados, porque el módulo elíptico dado se puede utilizar para determinar el valor {\displaystyle t} de una manera sencilla. El valor {\displaystyle t} se puede evocar tomando la duplicación tangente del módulo y luego sacando la raíz cúbica del mismo para obtener el valor de parametrización {\displaystyle t} directamente.
Se incluyen dos cálculos a manera de ejemplo:
En el primer caso, se inserta el valor {\displaystyle t=1}:
{\displaystyle {\color {blue}\exp(-3{\sqrt {2}}\,\pi )}=\exp(-{\sqrt {2}}\,\pi )^{3}=q({\sqrt {2}}-1)^{3}=q{\bigl \{}\tan {\bigl [}{\tfrac {1}{2}}\arctan(1){\bigr ]}{\bigr \}}^{3}=}
{\displaystyle =q{\bigl \{}\tan {\bigl [}{\tfrac {1}{2}}\arctan(1){\bigr ]}^{3}\tan {\bigl [}\arctan({\sqrt {3}}+{\sqrt {2}})-{\tfrac {1}{4}}\pi {\bigr ]}^{4}{\bigr \}}={\color {blue}q{\bigl [}({\sqrt {2}}-1)^{3}({\tfrac {1}{2}}{\sqrt {6}}-{\tfrac {1}{2}}{\sqrt {2}})^{4}{\bigr ]}}}
En el segundo caso, se inserta el valor {\displaystyle t=\Phi ^{-2}={\tfrac {1}{2}}(3-{\sqrt {5}})}:
{\displaystyle {\color {blue}\exp(-3{\sqrt {10}}\,\pi )}=\exp(-{\sqrt {10}}\,\pi )^{3}=q{\bigl [}({\sqrt {10}}-3)({\sqrt {2}}-1)^{2}{\bigr ]}^{3}=q{\bigl \{}\tan {\bigl [}{\tfrac {1}{2}}\arctan(\Phi ^{-6}){\bigr ]}{\bigr \}}^{3}=}
{\displaystyle =q{\bigl \{}\tan {\bigl [}{\tfrac {1}{2}}\arctan(\Phi ^{-6}){\bigr ]}^{3}\tan {\bigl [}\arctan {\bigl (}{\sqrt {2{\sqrt {\Phi ^{-8}-\Phi ^{-4}+1}}-\Phi ^{-4}+2}}+{\sqrt {\Phi ^{-4}+1}}{\bigr )}-{\tfrac {1}{4}}\pi {\bigr ]}^{4}{\bigr \}}=}
{\displaystyle ={\color {blue}q{\bigl \{}({\sqrt {10}}-3)^{3}({\sqrt {2}}-1)^{6}\tan {\bigl [}\arctan {\bigl (}{\sqrt {2{\sqrt {\Phi ^{-8}-\Phi ^{-4}+1}}-\Phi ^{-4}+2}}+{\sqrt {\Phi ^{-4}+1}}{\bigr )}-{\tfrac {1}{4}}\pi {\bigr ]}^{4}{\bigr \}}}}
La constante {\displaystyle \Phi } representa exactamente el número áureo {\displaystyle \Phi ={\tfrac {1}{2}}({\sqrt {5}}+1)}. De hecho, la fórmula para el cubo del nomo implica una transformación de módulo que realmente contiene raíces cúbicas elementales porque implica la solución de una ecuación de cuarto grado regular. Sin embargo, las leyes para la quinta potencia y la séptima potencia del nomo elíptico no conducen a una transformación del nomo elemental, sino a una transformación no elemental, tal como demuestra el teorema de Abel-Ruffini y también la teoría de Galois.

### Teoremas de exponenciación con funciones de amplitud de Jacobi
Cada potencia de un nomo con un número algebraico positivo como base y un número racional positivo como exponente es igual a un valor del nomo de un número algebraico positivo:
{\displaystyle q(\varepsilon _{1}\in \mathbb {A} ^{+})^{w\in \mathbb {Q^{+}} }=q(\varepsilon _{2}\in \mathbb {A} ^{+})}
Estos son los ejemplos más importantes del teorema general de exponenciación:
{\displaystyle q(\varepsilon )^{2}=q\{\varepsilon ^{2}\operatorname {sn} [{\tfrac {1}{2}}K(\varepsilon );\varepsilon ]^{4}\}=q[\varepsilon ^{2}(1+{\sqrt {1-\varepsilon ^{2}}})^{-2}]}
{\displaystyle q(\varepsilon )^{3}=q\{\varepsilon ^{3}\operatorname {sn} [{\tfrac {1}{3}}K(\varepsilon );\varepsilon ]^{4}\}}
{\displaystyle q(\varepsilon )^{4}=q\{\varepsilon ^{4}\operatorname {sn} [{\tfrac {1}{4}}K(\varepsilon );\varepsilon ]^{4}\operatorname {sn} [{\tfrac {3}{4}}K(\varepsilon );\varepsilon ]^{4}\}=q[(1-{\sqrt[{4}]{1-\varepsilon ^{2}}})^{2}(1+{\sqrt[{4}]{1-\varepsilon ^{2}}})^{-2}]}
{\displaystyle q(\varepsilon )^{5}=q\{\varepsilon ^{5}\operatorname {sn} [{\tfrac {1}{5}}K(\varepsilon );\varepsilon ]^{4}\operatorname {sn} [{\tfrac {3}{5}}K(\varepsilon );\varepsilon ]^{4}\}}
{\displaystyle q(\varepsilon )^{6}=q\{\varepsilon ^{6}\operatorname {sn} [{\tfrac {1}{6}}K(\varepsilon );\varepsilon ]^{4}\operatorname {sn} [{\tfrac {1}{2}}K(\varepsilon );\varepsilon ]^{4}\operatorname {sn} [{\tfrac {5}{6}}K(\varepsilon );\varepsilon ]^{4}\}}
{\displaystyle q(\varepsilon )^{7}=q\{\varepsilon ^{7}\operatorname {sn} [{\tfrac {1}{7}}K(\varepsilon );\varepsilon ]^{4}\operatorname {sn} [{\tfrac {3}{7}}K(\varepsilon );\varepsilon ]^{4}\operatorname {sn} [{\tfrac {5}{7}}K(\varepsilon );\varepsilon ]^{4}\}}
{\displaystyle q(\varepsilon )^{8}=q\{\varepsilon ^{8}\operatorname {sn} [{\tfrac {1}{8}}K(\varepsilon );\varepsilon ]^{4}\operatorname {sn} [{\tfrac {3}{8}}K(\varepsilon );\varepsilon ]^{4}\operatorname {sn} [{\tfrac {5}{8}}K(\varepsilon );\varepsilon ]^{4}\operatorname {sn} [{\tfrac {7}{8}}K(\varepsilon );\varepsilon ]^{4}\}}
{\displaystyle q(\varepsilon )^{9}=q\{\varepsilon ^{9}\operatorname {sn} [{\tfrac {1}{9}}K(\varepsilon );\varepsilon ]^{4}\operatorname {sn} [{\tfrac {1}{3}}K(\varepsilon );\varepsilon ]^{4}\operatorname {sn} [{\tfrac {5}{9}}K(\varepsilon );\varepsilon ]^{4}\operatorname {sn} [{\tfrac {7}{9}}K(\varepsilon );\varepsilon ]^{4}\}}
La abreviatura {\displaystyle \operatorname {sn} } significa amplitud seno de la función elíptica de Jacobi.
Para valores algebraicos {\displaystyle x} en el intervalo real {\displaystyle [-1,1]}, las expresiones amplitud seno mostradas son siempre algebraicas.
Estos son los teoremas generales de exponenciación:
{\displaystyle q(\varepsilon )^{2n}=q{\biggl \{}\varepsilon ^{2n}\prod _{k=1}^{n}\operatorname {sn} {\bigl [}{\tfrac {2k-1}{2n}}K(\varepsilon );\varepsilon {\bigr ]}^{4}{\biggr \}}}
{\displaystyle q(\varepsilon )^{2n+1}=q{\biggl \{}\varepsilon ^{2n+1}\prod _{k=1}^{n}\operatorname {sn} {\bigl [}{\tfrac {2k-1}{2n+1}}K(\varepsilon );\varepsilon {\bigr ]}^{4}{\biggr \}}}
Ese teorema es válido para todos los números naturales  n.
Indicaciones importantes para el cálculo:
Las siguientes expresiones de la amplitud seno de Jacobi resuelven las ecuaciones que figuran a continuación:
| Tercios de K: {\displaystyle x={\text{sn}}[{\tfrac {1}{3}}K(k);k]} resuelve la ecuación {\displaystyle k^{2}x^{4}-2k^{2}x^{3}+2x-1=0} | Quintos de K: {\displaystyle x={\text{sn}}[{\tfrac {1}{5}}K(k);k]{\text{sn}}[{\tfrac {3}{5}}K(k);k]} resuelve la ecuación {\displaystyle k^{6}x^{6}-4k^{6}x^{5}+5k^{4}x^{4}-5k^{2}x^{2}+4x-1=0} |
| Séptimos de K: {\displaystyle x={\text{sn}}[{\tfrac {1}{7}}K(k);k]{\text{sn}}[{\tfrac {3}{7}}K(k);k]{\text{sn}}[{\tfrac {5}{7}}K(k);k]} resuelve la ecuación {\displaystyle k^{12}x^{8}-8k^{12}x^{7}+28k^{10}x^{6}-56k^{8}x^{5}+70k^{6}x^{4}-56k^{4}x^{3}+28k^{2}x^{2}-8x+1=0} und {\displaystyle (1-k^{2}x)^{8}=(1-k^{2})(1-k^{14}x^{8})} | |
| Onceavos de K: {\displaystyle x={\text{sn}}[{\tfrac {1}{11}}K(k);k]{\text{sn}}[{\tfrac {3}{11}}K(k);k]{\text{sn}}[{\tfrac {5}{11}}K(k);k]{\text{sn}}[{\tfrac {7}{11}}K(k);k]{\text{sn}}[{\tfrac {9}{11}}K(k);k]} resuelve la ecuación {\displaystyle k^{30}x^{12}+(-32k^{30}+22k^{28})x^{11}+44k^{26}x^{10}-(88k^{24}+22k^{22})x^{9}+165k^{20}x^{8}-132k^{18}x^{7}+(-44k^{16}+44k^{14})x^{6}+}{\displaystyle +132k^{12}x^{5}-165k^{10}x^{4}+(22k^{8}+88k^{6})x^{3}-44k^{4}x^{2}+(-22k^{2}+32)x-1=0} | |

### Ejemplos de teoremas de exponenciación
Para estos teoremas de potencias nominales se formulan ejemplos importantes:
Dado el teorema de la quinta potencia:
{\displaystyle q(\varepsilon )^{5}=q\{\varepsilon ^{5}\operatorname {sn} [{\tfrac {1}{5}}K(\varepsilon );\varepsilon ]^{4}\operatorname {sn} [{\tfrac {3}{5}}K(\varepsilon );\varepsilon ]^{4}\}}
Ejemplo lemniscatico para el teorema de la quinta potencia:
| {\displaystyle {\tfrac {1}{8}}x^{6}-{\tfrac {1}{2}}x^{5}+{\tfrac {5}{4}}x^{4}-{\tfrac {5}{2}}x^{2}+4x-1=0} {\displaystyle x={\text{sn}}[{\tfrac {1}{5}}K(k);k]{\text{sn}}[{\tfrac {3}{5}}K(k);k](k={\tfrac {1}{2}}{\sqrt {2}})={\tfrac {1}{2}}({\sqrt {5}}-1)({\sqrt[{4}]{5}}-1)} {\displaystyle {\color {blue}\exp(-5\pi )}=\exp(-\pi )^{5}=q({\tfrac {1}{2}}{\sqrt {2}})^{5}=q\{\varepsilon ^{5}\operatorname {sn} [{\tfrac {1}{5}}K(\varepsilon );\varepsilon ]^{4}\operatorname {sn} [{\tfrac {3}{5}}K(\varepsilon );\varepsilon ]^{4}\}(\varepsilon ={\tfrac {1}{2}}{\sqrt {2}})=} {\displaystyle =q{\bigl \{}{\tfrac {1}{8}}{\sqrt {2}}{\bigl [}{\tfrac {1}{2}}({\sqrt {5}}-1)({\sqrt[{4}]{5}}-1){\bigr ]}^{4}{\bigr \}}={\color {blue}q{\bigl [}{\tfrac {1}{2}}({\sqrt {10}}-2{\sqrt {2}})(3-2{\sqrt[{4}]{5}}){\bigr ]}}} |
Otro ejemplo para el teorema de la quinta potencia:
| {\displaystyle ({\sqrt {2}}-1)^{6}x^{6}-4({\sqrt {2}}-1)^{6}x^{5}+5({\sqrt {2}}-1)^{4}x^{4}-5({\sqrt {2}}-1)^{2}x^{2}+4x-1=0} {\displaystyle x={\text{sn}}[{\tfrac {1}{5}}K(k);k]{\text{sn}}[{\tfrac {3}{5}}K(k);k](k={\sqrt {2}}-1)=({\sqrt {2}}+1)\tan {\bigl [}\arctan {\bigl (}{\tfrac {1}{3}}{\sqrt {5}}-{\tfrac {1}{3}}{\sqrt[{3}]{6{\sqrt {30}}+4{\sqrt {5}}}}+{\tfrac {1}{3}}{\sqrt[{3}]{6{\sqrt {30}}-4{\sqrt {5}}}}\,{\bigr )}-{\tfrac {1}{8}}\pi {\bigr ]}} {\displaystyle {\color {blue}\exp(-5{\sqrt {2}}\,\pi )}=\exp(-{\sqrt {2}}\,\pi )^{5}=q({\sqrt {2}}-1)^{5}=} {\displaystyle =q\{\varepsilon ^{5}\operatorname {sn} [{\tfrac {1}{5}}K(\varepsilon );\varepsilon ]^{4}\operatorname {sn} [{\tfrac {3}{5}}K(\varepsilon );\varepsilon ]^{4}\}(\varepsilon ={\sqrt {2}}-1)=} {\displaystyle =q{\biggl \langle }({\sqrt {2}}-1)^{5}{\bigl \{}({\sqrt {2}}+1)\tan {\bigl [}\arctan {\bigl (}{\tfrac {1}{3}}{\sqrt {5}}-{\tfrac {1}{3}}{\sqrt[{3}]{6{\sqrt {30}}+4{\sqrt {5}}}}+{\tfrac {1}{3}}{\sqrt[{3}]{6{\sqrt {30}}-4{\sqrt {5}}}}\,{\bigr )}-{\tfrac {1}{8}}\pi {\bigr ]}{\bigr \}}^{4}{\biggr \rangle }=} {\displaystyle ={\color {blue}q{\bigl \{}({\sqrt {2}}-1)\tan {\bigl [}\arctan {\bigl (}{\tfrac {1}{3}}{\sqrt {5}}-{\tfrac {1}{3}}{\sqrt[{3}]{6{\sqrt {30}}+4{\sqrt {5}}}}+{\tfrac {1}{3}}{\sqrt[{3}]{6{\sqrt {30}}-4{\sqrt {5}}}}\,{\bigr )}-{\tfrac {1}{8}}\pi {\bigr ]}^{4}{\bigr \}}}} |

### Teoremas de reflexión
Si dos números positivos {\displaystyle a} y {\displaystyle b} son opuestos pitagóricos entre sí y, por tanto, la ecuación {\displaystyle a^{2}+b^{2}=1} es válida, entonces esta relación es válida:
{\displaystyle \ln[\operatorname {q} (a)]\ln[\operatorname {q} (b)]=\pi ^{2}}
Si dos números positivos {\displaystyle c} y {\displaystyle d} son opuestos tangenciales entre sí y por tanto la ecuación {\displaystyle (c+1)(d+1)=2} es válida, entonces esta relación es válida:
{\displaystyle \ln[\operatorname {q} (c)]\ln[\operatorname {q} (d)]=2\pi ^{2}}
Por tanto, estas representaciones tienen validez para todos los números reales x:
Opuestos pitagóricos:
{\displaystyle \ln {\biggl \langle }q{\bigl \{}\sin {\bigl [}{\tfrac {1}{4}}\pi -{\tfrac {1}{2}}\arctan(x){\bigr ]}{\bigr \}}{\biggr \rangle }\ln {\biggl \langle }q{\bigl \{}\sin {\bigl [}{\tfrac {1}{4}}\pi +{\tfrac {1}{2}}\arctan(x){\bigr ]}{\bigr \}}{\biggr \rangle }=\pi ^{2}}
{\displaystyle \ln {\bigl \{}q{\bigl [}{\tfrac {1}{2}}{\sqrt {2-2x(x^{2}+1)^{-1/2}}}{\bigr ]}{\bigr \}}\ln {\bigl \{}q{\bigl [}{\tfrac {1}{2}}{\sqrt {2+2x(x^{2}+1)^{-1/2}}}{\bigr ]}{\bigr \}}=\pi ^{2}}
Opuestos tangenciales:
{\displaystyle \ln {\biggl \langle }q{\bigl \{}\tan {\bigl [}{\tfrac {1}{8}}\pi -{\tfrac {1}{4}}\arctan(x){\bigr ]}{\bigr \}}{\biggr \rangle }\ln {\biggl \langle }q{\bigl \{}\tan {\bigl [}{\tfrac {1}{8}}\pi +{\tfrac {1}{4}}\arctan(x){\bigr ]}{\bigr \}}{\biggr \rangle }=2\pi ^{2}}
{\displaystyle \ln {\bigl \{}q{\bigl [}{\sqrt {({\sqrt {x^{2}+1}}+x)^{2}+1}}-{\sqrt {x^{2}+1}}-x{\bigr ]}{\bigr \}}\ln {\bigl \{}q{\bigl [}{\sqrt {({\sqrt {x^{2}+1}}-x)^{2}+1}}-{\sqrt {x^{2}+1}}+x{\bigr ]}{\bigr \}}=2\pi ^{2}}

## Obtención de los valores nominales

### Resultados directos de los teoremas mencionados
Se deben utilizar los siguientes ejemplos para determinar los nomos:
Ejemplo 1:
Dada la fórmula de las contrapartes pitagóricas:
| {\displaystyle \ln {\biggl \langle }q{\bigl \{}\sin {\bigl [}{\tfrac {1}{4}}\pi -{\tfrac {1}{2}}\arctan(x){\bigr ]}{\bigr \}}{\biggr \rangle }\ln {\biggl \langle }q{\bigl \{}\sin {\bigl [}{\tfrac {1}{4}}\pi +{\tfrac {1}{2}}\arctan(x){\bigr ]}{\bigr \}}{\biggr \rangle }=\pi ^{2}} |
Para x = 0, esta fórmula da esta ecuación:
{\displaystyle \ln {\bigl \{}q{\bigl [}\sin({\tfrac {1}{4}}\pi ){\bigr ]}{\bigr \}}^{2}=\pi ^{2}}
{\displaystyle q{\bigl [}\sin({\tfrac {1}{4}}\pi ){\bigr ]}=\exp(-\pi )}
Ejemplo 2:
Dada la fórmula de las contrapartes tangenciales:
| {\displaystyle \ln {\biggl \langle }q{\bigl \{}\tan {\bigl [}{\tfrac {1}{8}}\pi -{\tfrac {1}{4}}\arctan(x){\bigr ]}{\bigr \}}{\biggr \rangle }\ln {\biggl \langle }q{\bigl \{}\tan {\bigl [}{\tfrac {1}{8}}\pi +{\tfrac {1}{4}}\arctan(x){\bigr ]}{\bigr \}}{\biggr \rangle }=2\pi ^{2}} |
Para x = 0, la fórmula para las contrapartes tangenciales da la siguiente ecuación:
{\displaystyle \ln {\bigl \{}q{\bigl [}\tan({\tfrac {1}{8}}\pi ){\bigr ]}{\bigr \}}^{2}=2\pi ^{2}}
{\displaystyle q{\bigl [}\tan({\tfrac {1}{8}}\pi ){\bigr ]}=\exp(-{\sqrt {2}}\,\pi )}

### Combinaciones de dos teoremas
Ejemplo 1: caso equianarmónico
Se vuelve a utilizar la fórmula de las contrapartes pitagóricas:
| {\displaystyle \ln {\biggl \langle }q{\bigl \{}\sin {\bigl [}{\tfrac {1}{4}}\pi -{\tfrac {1}{2}}\arctan(x){\bigr ]}{\bigr \}}{\biggr \rangle }\ln {\biggl \langle }q{\bigl \{}\sin {\bigl [}{\tfrac {1}{4}}\pi +{\tfrac {1}{2}}\arctan(x){\bigr ]}{\bigr \}}{\biggr \rangle }=\pi ^{2}} |
Para {\displaystyle x={\sqrt {3}}}, esta ecuación resulta de esta fórmula:
{\displaystyle \ln {\bigl \{}q{\bigl [}\sin({\tfrac {1}{12}}\pi ){\bigr ]}{\bigr \}}\ln {\bigl \{}q{\bigl [}\sin({\tfrac {5}{12}}\pi ){\bigr ]}{\bigr \}}=\pi ^{2}}
En una sección previa se afirmó este teorema:
| {\displaystyle q[u({\sqrt {u^{4}-u^{2}+1}}-u^{2}+1)]^{3}=q[u({\sqrt {u^{4}-u^{2}+1}}+u^{2}-1)]} |
De este teorema de cubos, resulta la siguiente ecuación para {\displaystyle u=1/{\sqrt {2}}}:
{\displaystyle q{\bigl [}\sin({\tfrac {5}{12}}\pi ){\bigr ]}^{3}=q{\bigl [}\sin({\tfrac {1}{12}}\pi ){\bigr ]}}
La solución del sistema de ecuaciones con dos incógnitas queda entonces como sigue:
{\displaystyle q{\bigl [}\sin({\tfrac {1}{12}}\pi ){\bigr ]}=\exp(-{\sqrt {3}}\,\pi )}
{\displaystyle q{\bigl [}\sin({\tfrac {5}{12}}\pi ){\bigr ]}=\exp(-{\tfrac {1}{3}}{\sqrt {3}}\,\pi )}
Ejemplo 2: otro caso con la fórmula del cubo
Se vuelve a utilizar la fórmula de las contrapartes tangenciales:
| {\displaystyle \ln {\biggl \langle }q{\bigl \{}\tan {\bigl [}{\tfrac {1}{8}}\pi -{\tfrac {1}{4}}\arctan(x){\bigr ]}{\bigr \}}{\biggr \rangle }\ln {\biggl \langle }q{\bigl \{}\tan {\bigl [}{\tfrac {1}{8}}\pi +{\tfrac {1}{4}}\arctan(x){\bigr ]}{\bigr \}}{\biggr \rangle }=2\pi ^{2}} |
Para {\displaystyle x={\sqrt {8}}} esta fórmula da como resultado la siguiente ecuación:
{\displaystyle \ln {\bigl \{}q{\bigl [}(2-{\sqrt {3}})({\sqrt {3}}-{\sqrt {2}}){\bigr ]}{\bigr \}}\ln {\bigl \{}q{\bigl [}(2-{\sqrt {3}})({\sqrt {3}}+{\sqrt {2}}){\bigr ]}{\bigr \}}=2\pi ^{2}}
El teorema del cubo también se utiliza aquí:
| {\displaystyle q[u({\sqrt {u^{4}-u^{2}+1}}-u^{2}+1)]^{3}=q[u({\sqrt {u^{4}-u^{2}+1}}+u^{2}-1)]} |
Del teorema del cubo mencionado anteriormente, se obtiene la siguiente ecuación para {\displaystyle u=({\sqrt {3}}-1)/{\sqrt {2}}}:
{\displaystyle q{\bigl [}(2-{\sqrt {3}})({\sqrt {3}}+{\sqrt {2}}){\bigr ]}^{3}=q{\bigl [}(2-{\sqrt {3}})({\sqrt {3}}-{\sqrt {2}}){\bigr ]}}
La solución del sistema de ecuaciones con dos incógnitas queda entonces como sigue:
{\displaystyle q{\bigl [}(2-{\sqrt {3}})({\sqrt {3}}-{\sqrt {2}}){\bigr ]}=\exp(-{\sqrt {6}}\,\pi )}
{\displaystyle q{\bigl [}(2-{\sqrt {3}})({\sqrt {3}}+{\sqrt {2}}){\bigr ]}=\exp(-{\tfrac {1}{3}}{\sqrt {6}}\,\pi )}

### Investigaciones sobre integrales incompletas
Con las integrales elípticas incompletas de primera especie, los valores de la función nominal elíptica se pueden determinar directamente.
Se muestra con dos ejemplos su obtención directa, que se realiza de la siguiente manera:
Primer ejemplo:
| {\displaystyle F{\biggl [}2\arctan {\biggl (}{\frac {x^{3}+{\sqrt {3}}\,x}{{\sqrt {3}}\,x^{2}+1}}{\biggr )};{\frac {1}{4}}({\sqrt {6}}+{\sqrt {2}}){\biggr ]}={\sqrt {3}}\,F{\biggl [}2\arctan(x);{\frac {1}{4}}({\sqrt {6}}-{\sqrt {2}}){\biggr ]}} La validez de esta fórmula se puede demostrar calculando el cociente diferencial después de la variable {\displaystyle x} en ambos lados de la ecuación. Usando el valor {\displaystyle x=1} se obtiene este resultado: {\displaystyle K{\bigl [}{\frac {1}{4}}({\sqrt {6}}+{\sqrt {2}}){\bigr ]}={\sqrt {3}}\,K{\bigl [}{\frac {1}{4}}({\sqrt {6}}-{\sqrt {2}}){\bigr ]}} De donde surgen los siguientes dos resultados: {\displaystyle q{\bigl [}{\frac {1}{4}}({\sqrt {6}}-{\sqrt {2}}){\bigr ]}=\exp {\bigl \{}-\pi \,K{\bigl [}{\frac {1}{4}}({\sqrt {6}}+{\sqrt {2}}){\bigr ]}\div K{\bigl [}{\frac {1}{4}}({\sqrt {6}}-{\sqrt {2}}){\bigr ]}{\bigr \}}=\exp(-{\sqrt {3}}\,\pi )} {\displaystyle q{\bigl [}{\frac {1}{4}}({\sqrt {6}}+{\sqrt {2}}){\bigr ]}=\exp {\bigl \{}-\pi \,K{\bigl [}{\frac {1}{4}}({\sqrt {6}}-{\sqrt {2}}){\bigr ]}\div K{\bigl [}{\frac {1}{4}}({\sqrt {6}}+{\sqrt {2}}){\bigr ]}{\bigr \}}=\exp {\bigl (}-{\frac {1}{3}}{\sqrt {3}}\,\pi {\bigr )}} |
Segundo ejemplo:
| {\displaystyle F{\biggl [}2\arctan {\biggl (}{\frac {x^{5}+2{\sqrt {5}}\,\Phi ^{-1/2}\,x^{3}+{\sqrt {5}}\,x}{{\sqrt {5}}\,x^{4}+2{\sqrt {5}}\,\Phi ^{-1/2}\,x^{2}+1}}{\biggr )};{\frac {1}{2}}{\sqrt {2}}{\bigl (}\Phi ^{-1/2}+\Phi ^{-1}{\bigr )}{\biggr ]}={\sqrt {5}}\,F{\biggl [}2\arctan(x);{\frac {1}{2}}{\sqrt {2}}{\bigl (}\Phi ^{-1/2}-\Phi ^{-1}{\bigr )}{\biggr ]}} La validez de esta fórmula se puede demostrar diferenciando ambos lados de la ecuación. {\displaystyle K{\bigl [}{\frac {1}{2}}{\sqrt {2}}{\bigl (}\Phi ^{-1/2}+\Phi ^{-1}{\bigr )}{\bigr ]}={\sqrt {5}}\,K{\bigl [}{\frac {1}{2}}{\sqrt {2}}{\bigl (}\Phi ^{-1/2}-\Phi ^{-1}{\bigr )}{\bigr ]}} De aquí surgen los siguientes dos resultados: {\displaystyle q{\bigl [}{\frac {1}{2}}{\sqrt {2}}{\bigl (}\Phi ^{-1/2}-\Phi ^{-1}{\bigr )}{\bigr ]}=\exp {\bigl \{}-\pi \,K{\bigl [}{\frac {1}{2}}{\sqrt {2}}{\bigl (}\Phi ^{-1/2}+\Phi ^{-1}{\bigr )}{\bigr ]}\div K{\bigl [}{\frac {1}{2}}{\sqrt {2}}{\bigl (}\Phi ^{-1/2}-\Phi ^{-1}{\bigr )}{\bigr ]}{\bigr \}}=\exp(-{\sqrt {5}}\,\pi )} {\displaystyle q{\bigl [}{\frac {1}{2}}{\sqrt {2}}{\bigl (}\Phi ^{-1/2}+\Phi ^{-1}{\bigr )}{\bigr ]}=\exp {\bigl \{}-\pi \,K{\bigl [}{\frac {1}{2}}{\sqrt {2}}{\bigl (}\Phi ^{-1/2}-\Phi ^{-1}{\bigr )}{\bigr ]}\div K{\bigl [}{\frac {1}{2}}{\sqrt {2}}{\bigl (}\Phi ^{-1/2}+\Phi ^{-1}{\bigr )}{\bigr ]}{\bigr \}}=\exp {\bigl (}-{\frac {1}{5}}{\sqrt {5}}\,\pi {\bigr )}} |
Tercer ejemplo:
| {\displaystyle F{\biggl [}2\arctan {\biggl (}{\frac {x^{5}+2\,{\sqrt {7}}\,x^{5}+7x^{3}+{\sqrt {7}}\,x}{{\sqrt {7}}\,x^{6}+7x^{4}+2\,{\sqrt {7}}\,x^{2}+1}}{\biggr )};{\frac {1}{8}}(3{\sqrt {2}}+{\sqrt {14}}){\biggr ]}={\sqrt {7}}\,F{\biggl [}2\arctan(x);{\frac {1}{8}}(3{\sqrt {2}}-{\sqrt {14}}){\biggr ]}} La validez de esta fórmula se puede demostrar diferenciando ambos lados de la ecuación. Usando el valor {\displaystyle x=1} se obtiene este resultado: {\displaystyle K{\bigl [}{\frac {1}{8}}(3{\sqrt {2}}+{\sqrt {14}}){\bigr ]}={\sqrt {7}}\,K{\bigl [}{\frac {1}{8}}(3{\sqrt {2}}-{\sqrt {14}}){\bigr ]}} De aquí se obtienen los siguientes dos resultados: {\displaystyle q{\bigl [}{\frac {1}{8}}(3{\sqrt {2}}-{\sqrt {14}}){\bigr ]}=\exp {\bigl \{}-\pi \,K{\bigl [}{\frac {1}{8}}(3{\sqrt {2}}+{\sqrt {14}}){\bigr ]}\div K{\bigl [}{\frac {1}{8}}(3{\sqrt {2}}-{\sqrt {14}}){\bigr ]}{\bigr \}}=\exp(-{\sqrt {7}}\,\pi )} {\displaystyle q{\bigl [}{\frac {1}{8}}(3{\sqrt {2}}+{\sqrt {14}}){\bigr ]}=\exp {\bigl \{}-\pi \,K{\bigl [}{\frac {1}{8}}(3{\sqrt {2}}-{\sqrt {14}}){\bigr ]}\div K{\bigl [}{\frac {1}{8}}(3{\sqrt {2}}+{\sqrt {14}}){\bigr ]}{\bigr \}}=\exp {\bigl (}-{\frac {1}{7}}{\sqrt {7}}\,\pi {\bigr )}} |

## Primera derivada de la función theta

### Obtención de la derivada
La primera derivada de la función theta principal entre las funciones theta de Jacobi se puede deducir de la siguiente manera, usando la regla de la cadena y la fórmula de derivación del nomo elíptico:
{\displaystyle {\frac {\pi ^{2}}{2\varepsilon (1-\varepsilon ^{2})K(\varepsilon )^{2}}}\,q(\varepsilon )\,{\biggl \{}{\frac {\mathrm {d} }{\mathrm {d} \,q(\varepsilon )}}\,\vartheta _{00}{\bigl [}q(\varepsilon ){\bigr ]}{\biggr \}}={\biggl [}{\frac {\mathrm {d} }{\mathrm {d} \varepsilon }}\,q(\varepsilon ){\biggr ]}{\biggl \{}{\frac {\mathrm {d} }{\mathrm {d} \,q(\varepsilon )}}\,\vartheta _{00}{\bigl [}q(\varepsilon ){\bigr ]}{\biggr \}}={\frac {\mathrm {d} }{\mathrm {d} \varepsilon }}\,\vartheta _{00}{\bigl [}q(\varepsilon ){\bigr ]}={\frac {\mathrm {d} }{\mathrm {d} \varepsilon }}\,{\sqrt {2\pi ^{-1}K(\varepsilon )}}=}
{\displaystyle ={\frac {1}{2}}{\sqrt {2}}\,\pi ^{-1/2}\,K(\varepsilon )^{-1/2}{\biggl [}{\frac {\mathrm {d} }{\mathrm {d} \varepsilon }}\,K(\varepsilon ){\biggr ]}={\frac {1}{2}}{\sqrt {2}}\,\pi ^{-1/2}\,K(\varepsilon )^{-1/2}\,{\frac {E(\varepsilon )-(1-\varepsilon ^{2})K(\varepsilon )}{\varepsilon (1-\varepsilon ^{2})}}}
Para la parte de derivación ahora mencionada, esta identidad es el fundamento:
{\displaystyle \vartheta _{00}[q(\varepsilon )]={\sqrt {2\pi ^{-1}K(\varepsilon )}}}
Por lo tanto, la ecuación resulta:
{\displaystyle {\frac {\mathrm {d} }{\mathrm {d} \,q(\varepsilon )}}\,\vartheta _{00}{\bigl [}q(\varepsilon ){\bigr ]}={\sqrt {2}}\,\pi ^{-5/2}\,q(\varepsilon )^{-1}\,K(\varepsilon )^{3/2}{\bigl [}E(\varepsilon )-(1-\varepsilon ^{2})K(\varepsilon ){\bigr ]}}
Las integrales elípticas completas de segunda especie satisfacen esta identidad:
{\displaystyle (1+{\sqrt {1-\varepsilon ^{2}}})\,E\left({\frac {1-{\sqrt {1-\varepsilon ^{2}}}}{1+{\sqrt {1-\varepsilon ^{2}}}}}\right)=E(\varepsilon )+{\sqrt {1-\varepsilon ^{2}}}\,K(\varepsilon )}
Junto con esta identidad modular, se puede realizar la siguiente transformación de fórmula:
{\displaystyle {\frac {\mathrm {d} }{\mathrm {d} \,q(\varepsilon )}}\,\vartheta _{00}{\bigl [}q(\varepsilon ){\bigr ]}={\sqrt {2}}\,\pi ^{-5/2}\,q(\varepsilon )^{-1}\,K(\varepsilon )^{3/2}(1+{\sqrt {1-\varepsilon ^{2}}})\left[E\left({\frac {1-{\sqrt {1-\varepsilon ^{2}}}}{1+{\sqrt {1-\varepsilon ^{2}}}}}\right)-{\sqrt {1-\varepsilon ^{2}}}\,K(\varepsilon )\right]}
Además, esta identidad es válida:
{\displaystyle \vartheta _{01}[q(\varepsilon )]={\sqrt[{4}]{1-\varepsilon ^{2}}}{\sqrt {2\pi ^{-1}K(\varepsilon )}}}
Al utilizar las expresiones de la función theta ϑ00(x) y ϑ01(x), es posible la siguiente representación:
{\displaystyle {\frac {\mathrm {d} }{\mathrm {d} \,q(\varepsilon )}}\,\vartheta _{00}{\bigl [}q(\varepsilon ){\bigr ]}={\frac {1}{2\pi }}\,q(\varepsilon )^{-1}\vartheta _{00}[q(\varepsilon )]{\bigl \{}\vartheta _{00}[q(\varepsilon )]^{2}+\vartheta _{01}[q(\varepsilon )]^{2}{\bigr \}}{\biggl \langle }E{\biggl \{}{\frac {\vartheta _{00}[q(\varepsilon )]^{2}-\vartheta _{01}[q(\varepsilon )]^{2}}{\vartheta _{00}[q(\varepsilon )]^{2}+\vartheta _{01}[q(\varepsilon )]^{2}}}{\biggr \}}-{\frac {\pi }{2}}\,\vartheta _{01}{\bigl [}q(\varepsilon ){\bigr ]}^{2}{\biggr \rangle }}
Este es el resultado final:
{\displaystyle {\frac {\mathrm {d} }{\mathrm {d} x}}\,\vartheta _{00}(x)=\vartheta _{00}(x){\bigl [}\vartheta _{00}(x)^{2}+\vartheta _{01}(x)^{2}{\bigr ]}{\biggl \{}{\frac {1}{2\pi x}}E{\biggl [}{\frac {\vartheta _{00}(x)^{2}-\vartheta _{01}(x)^{2}}{\vartheta _{00}(x)^{2}+\vartheta _{01}(x)^{2}}}{\biggr ]}-{\frac {\vartheta _{01}(x)^{2}}{4x}}{\biggr \}}}

### Primeras derivadas relacionadas
De manera similar, también se pueden obtener otras primeras derivadas de las funciones theta y sus combinaciones:
{\displaystyle {\frac {\mathrm {d} }{\mathrm {d} x}}\,\vartheta _{01}(x)=\vartheta _{01}(x){\bigl [}\vartheta _{00}(x)^{2}+\vartheta _{01}(x)^{2}{\bigr ]}{\biggl \{}{\frac {1}{2\pi x}}E{\biggl [}{\frac {\vartheta _{00}(x)^{2}-\vartheta _{01}(x)^{2}}{\vartheta _{00}(x)^{2}+\vartheta _{01}(x)^{2}}}{\biggr ]}-{\frac {\vartheta _{00}(x)^{2}}{4x}}{\biggr \}}}
{\displaystyle {\frac {\mathrm {d} }{\mathrm {d} x}}\,\vartheta _{10}(x)={\frac {1}{2\pi x}}\vartheta _{10}(x)\vartheta _{00}(x)^{2}E{\biggl [}{\frac {\vartheta _{10}(x)^{2}}{\vartheta _{00}(x)^{2}}}{\biggr ]}}
{\displaystyle {\frac {\mathrm {d} }{\mathrm {d} x}}\,{\frac {\vartheta _{00}(x)}{\vartheta _{01}(x)}}={\frac {\vartheta _{00}(x)^{5}-\vartheta _{00}(x)\vartheta _{01}(x)^{4}}{4x\,\vartheta _{01}(x)}}}
{\displaystyle {\frac {\mathrm {d} }{\mathrm {d} x}}\,{\frac {\vartheta _{10}(x)}{\vartheta _{00}(x)}}={\frac {\vartheta _{10}(x)\vartheta _{01}(x)^{4}}{4x\,\vartheta _{00}(x)}}}
{\displaystyle {\frac {\mathrm {d} }{\mathrm {d} x}}\,{\frac {\vartheta _{10}(x)}{\vartheta _{01}(x)}}={\frac {\vartheta _{10}(x)\vartheta _{00}(x)^{4}}{4x\,\vartheta _{01}(x)}}}
Definición importante:
{\displaystyle \vartheta _{10}(x)=2x^{1/4}+2x^{1/4}\sum _{n=1}^{\infty }x^{2\bigtriangleup (n)}}
{\displaystyle \bigtriangleup (n)={\tfrac {1}{2}}n(n+1)}